# 波音737
波音737是一款中短程、雙引擎窄體噴射客機，原本是波音707和波音727的衍生機型，為一款低操作成本的短程民航機，至今發展出14個型號。
波音737的構想始於1964年，首架波音737-100於1967年首飛，1968年2月投入服務。-200型於同年四月亦投入服務。在1980年代，波音著手研發737「經典型」的-300、-400和-500。波音737經典型不但增加了載客量，還採用較先進的CFM56渦輪扇發動機等設備。在1990年代，波音公司開始研發737「新世代」，改良措施包括重新設計機翼，先進的駕駛設備，及全新的客艙。波音737新世代有七種型號：-600、-700、-700C、-700ER、-800、-900和-900ER，並設有商務機型BBJ。
波音737是民航界史上最暢銷的客機之一，主要生產線是在華盛頓州的波音倫頓廠房。許多航空公司訂購737，來取代舊式的707、727、757、DC-9和MD-80/90，目前主要競爭對手是空中巴士A320。波音737的成功，從此數據可以得知：平均每秒鐘有1,250架波音737正在飛行，每五秒就有一架進行起降。
波音737型客機的生產量已達1萬架，是當今全球生產數量首達1萬架的商用噴射機型，打破金氏世界紀錄。
波音公司（Boeing）在當地時間2018年3月13日發布的新聞稿指出，第1萬架的波音737型客機（N8717M），是撥交給美國西南航空公司（Southwest Airlines）的波音737 MAX 8。

## 發展

### 初始設計
在1960年代初期，窄體客機市場上已有BAC 1-11、DC-9和福克F28的競爭，且銷售不錯。在1964年5月11日，波音展開新飛機的研發工作，打算推出一款載客量50-60人的客機，航程50-1000英里。這款客機的設計名為波音737。當時市場上有三家主要航空公司仍未訂購短程客機，分別是美國東方航空、聯合航空和漢莎航空，波音希望在取得他們的訂單後才展開研製工序。不久傳來了一個壞消息，東方航空訂購DC-9，而漢莎航空則要求波音確實開發737，否則將會訂購DC-9。1965年2月19日取得漢莎航空的21架737訂單，這是波音首次未獲國內訂單前先獲國外公司的訂單，使波音737的開發工作得以順利進行。在漢莎航空的堅持下，波音決定把737載客量提升至100人。
當同類型競爭對手逐一取得適航證後，波音737仍在構思中。波音737的結構和系統有60%與727相同，甚至廚房和座椅都可以互換，尤其是一排六個座位的佈置為737的優勝之處，它的對手一排只夠容納五個座位。737的最初設計是比波音727少一具引擎，採用T型尾翼，引擎放在機尾。喬·薩特則將引擎移至機翼下方，以減輕機體結構並簡化客艙每排六個座位的排佈。引擎的吊舱直接置于机翼下方而无需派龙，使得起落架缩短，从而降低机身与地面的间距，方便乘客和行李登机。同样由于这个原因，无论哪一代的波音737都只能把主起落架收入暴露于空气流中的机腹凹坑内，这种设计阻力较大，但是质量较小。引擎移至機翼下方也使得尾翼移至機身後方而非使用T型尾翼。許多懸吊引擎的設計皆在風洞中進行測試，而且適合高速飛行的最佳形狀被發現是一個相對較寬、填充機翼和吊艙頂部之間所組成的狹窄通道，尤其是朝向外側的一邊的。
提議的翼型取自波音707和727，但相對更厚，修改引擎吊艙附近的機翼片段取得了在高馬赫數下潛在的阻力降低。引擎採用普惠JT8D-1低旁通比發動機，提供14,500 lbf（64 kN）的推力。飛機機身為鋁合金半單殼式結構，主要的機身朋架為鍛造合金。機尾為鋁合金懸臂多樑結構，水平尾翼採用可變傾角設計。方向舵以兩具液壓制動器操作。可是737並不設有放油系统。波音737客机的货仓无论哪一代都不能容纳LD3航空集装箱，原因在于波音737在设计中沿用了波音707的机舱截面，而且当时并无LD3航空集装箱。
該飛機的概念設計在1964年10月美國航空運輸協會維修及工程會議上由首席專案工程師傑克·斯坦因納展示，對其高升力裝置的詳細闡述引發了對維護成本及簽派可靠性的擔憂。1965年4月5日，波音宣佈接獲聯合航空的40架訂購。聯合航空希望飛機能夠稍長一點，因此波音決定把機身延長1.93米，成為737-200，而較短的機型則為737-100。

### 測試及投產

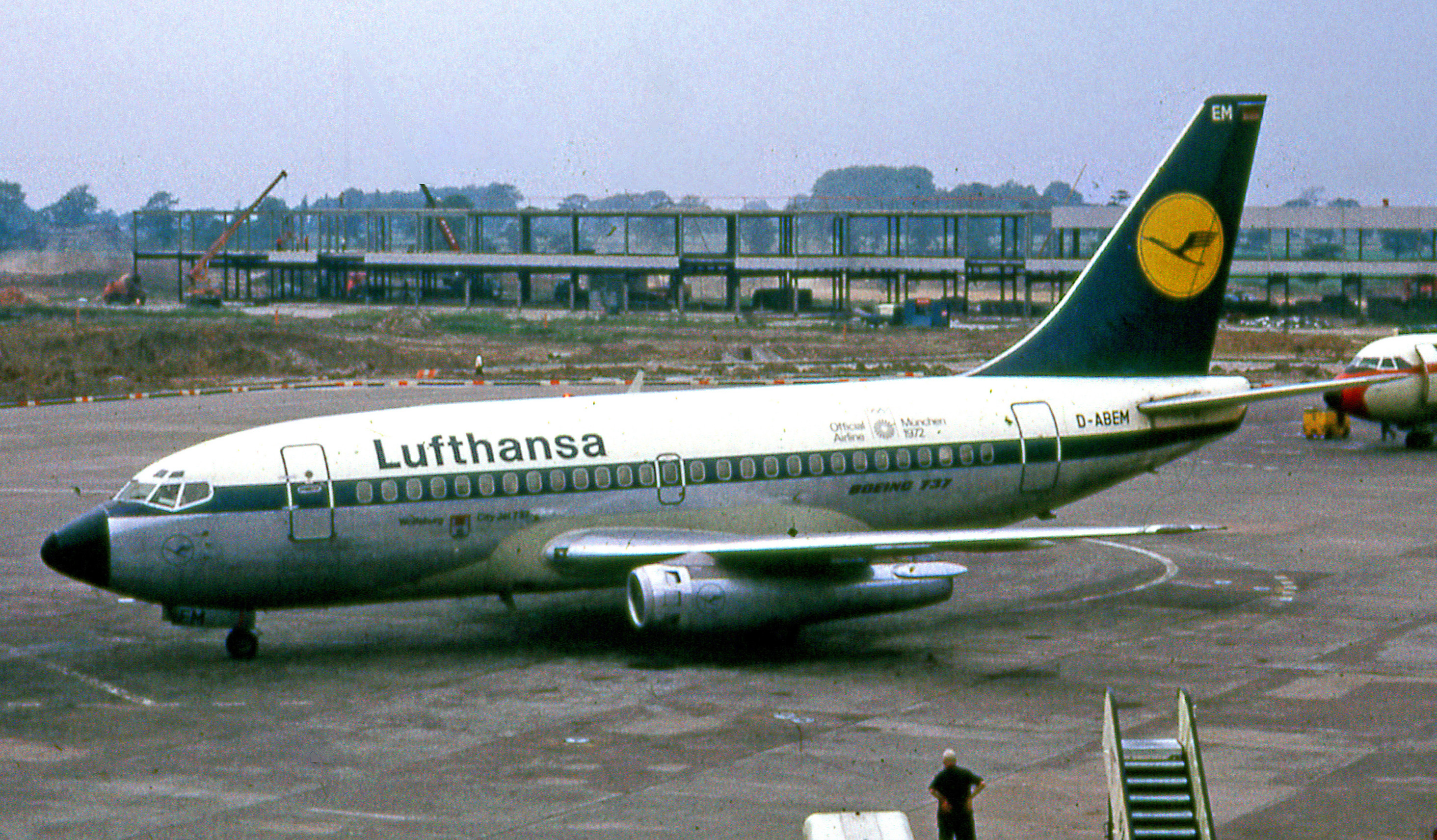
漢莎航空是737的啟動客戶，亦是737-100的最大客戶

取得漢莎航空和聯合航空的訂單後，波音便開始建造6架737原型機，首架於1966年12月出廠，1967年4月9日處女航。首架737-200，亦即是第5架737，亦於同年8月8日首航。六架737完成了1,300小時的飛行測試後，在12月15日取得美國聯邦航空局的適航證。此外，737亦取得CAT II的惡劣氣候下自動降落認證。最初737的生產線是在西雅图波音機場進行，因為倫頓廠房用作生產707和727。在1970年底生產了271架後，才把生產線搬至倫頓廠房。首架737於1967年12月27日交付給漢莎航空。
737在營運初期有落地性能不佳的問題，是因為沿用與727相似的發動機反推力裝置，波音於1968年與廠商修改發動機反推力裝置，由原本的貝殼型折流板改用類似DC-9的桶型折流板設計，同時波音亦為改交付的737推供改裝套件。另一個問題是737在高速飛行時機翼阻力過高，結果波音把機翼吊艙的整流罩延長1.5米，改善流經襟翼與縫翼的氣流。
在面對DC-9的競爭下，737的銷情未如理想，波音轉而向歐美以外不少尚未決定購買何種短程客機的航空公司推銷，在這個背景下開發了先進型737-200。波音把前緣縫翼增大並重新設計襟翼，增加升力和降低失速和進場速度，以縮短落地跑道距離；安裝防滑自動煞車系統，採用推力達15,500磅力的普惠JT8D-15發動機，将原本连接机身与垂直尾翼的HF天线改短并改到垂直尾翼后方，最大起飛重量增至115,000磅，新型号被称为737-200Adv（Advanced，先进型）。737-200先進型的優秀性能使其訂單大幅上升，737的總訂單突破1,000架。隨後波音推出了737-200C（Combi，客货混装型）和200QC（Quick Change，客貨运快速轉換型），但反應一般，前者共生產了96架，後者僅2架:24-27。后来737-100及200被统称为737OG（OriGinal）系列。

### 經典型737

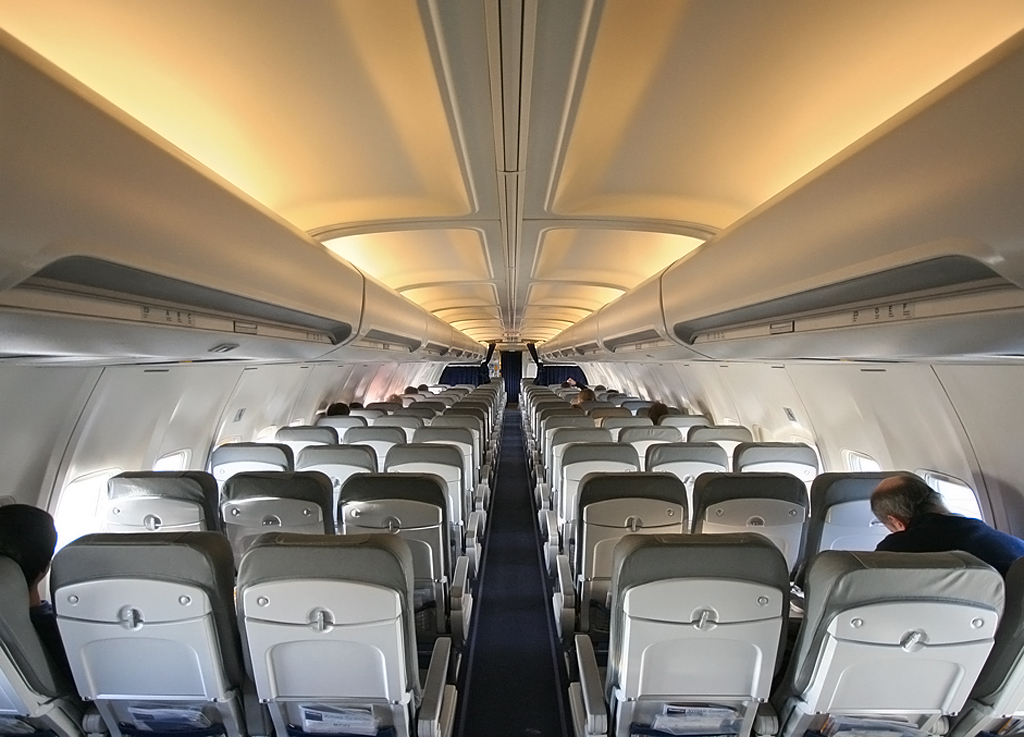
漢莎航空的737客艙

第二代737，也称737CL（Classic），始於1979年，當時波音希望除了增加飛機的載客量和航程，現代化的性能和航電系統外，還需要維持與第一代的共通性。1980年的范堡羅航展中，波音首次發佈737-300的初步性能資料。
新的737採用CFM56-3系列高旁通比渦扇發動機，相比起JT8D，CFM56更省油和更寧靜，可是直徑較大，與地面保持的空間不足，於是便把發動機放在機翼前方，發動機配件移至吊艙兩側。新的737-300與737-200有70%的共通性，機翼作出了改良，並延長了機身2.87米，翼尖和翼展分別增加了9英寸和1尺9英寸:128以增加客貨運載量。駕駛艙除可以选用传统座舱外，也可选择运用于波音767的玻璃座舱:10。首架737-300於1984年2月24日首飛，並與另外兩架737-300展開長達9個月的適航認證測試:12-13。波音737-300接獲大量來自國內的訂單，擊敗了當時只能提供JT8D引擎升級版的MD-80。
1986年6月波音宣佈展開研製737-400，機身比737-300長3公尺，載客量提升至170人:7，首飛於1988年2月19日，經過7個共500小時的適航認證測試後，首架於1988年9月15日交付給皮埃蒙特航空（该公司后被全美航空收购）。
由於市場需要一款直接取代737-200的客機，於是波音便推出737-500。737-500的載客量較少，但續航距離更遠，比737-300更具經濟效益，機身比-200型長0.48公尺，最多可載132人。發動機採用CFM56-3，比-200型的普惠JT8D引擎節25%燃油。
737-500的啟動客戶為西南航空，於1987年訂購20架，首飛於1989年6月30日，由一架原型機執行375小時適航認證測試後，首架於1990年6月30日交付。737-500成為了部分俄羅斯航空公司的偏愛機型，例如俄罗斯北方航空、西伯利亞航空和俄罗斯国家航空都引進二手737-500來取代蘇製客機。
自新世代737-600/700/800/900推出後，737-300/400/500被稱為經典型737。
近年燃油價格以火箭速度攀升，使航空公司叫苦連天，光是燃油的支出，已由2000年所佔的15%收入增加至2008年的40%。因此航空公司便把經典型737退役來縮減機隊規模，或者訂購737NG或A320系列取代他們。2008年6月4日，聯合航空宣佈把旗下的經典型737退役，由結業的子公司泰德航空的空中巴士A320取代。

### 新世代737
受到空中巴士A320系列的競爭，在1991年波音開始研製一款現有737的升級版客機。與潛在客戶會面後，波音在1993年11月17日宣佈研製新世代737（Next Generation），包括737-300X/400X和500X，亦即為為後來的737-600/700/800，在1997年增加737-900，與上一代飛機擁有高度共通性。
波音重新設計了737NG的垂直尾翼，737NG擁有新的翼型和更大的翼弦，翼展增加16尺，面積增加了25%，燃油負載量增加30%，採用新式、寧靜和更具燃油效益的CFM56-7BE型發動機。這些改良設計使737NG航程增加至3000海里，且提升了巡航速度，降低燃油量，能夠飛越任何一塊大陸。航空公司能選擇能載更多燃油的高起飛重量型，及能按需求選用設有翼尖小翼的737NG。737NG的駕駛艙航電系統進一步現代化，客艙仿照波音777的客艙改良，包括更大的曲面和手提行李舱（2011年起所生产的波音737NG开始启用天空內飾），後來波音757-300亦採用這些設計。
首架737-700於1996年12月8日出廠，這是第2,843架737，首飛於1997年2月9日。首架737-800於1997年6月30日出廠，首飛於1997年7月31日。737NG家族中最細的型號，737-600於1998年1月22日首飛，8月18日取得適航證。波音共製造了10架原型機用測適航測試，包括3架-600、4架-700和3架-800。
為了滿足高爾航空的需求，在2004年波音推出了短場性能的737NG，改善了起飛和落地性能，能在跑道較短的機場升降。航空公司能選擇是否採用這設計，而這設計更成為737-900ER的標準設計。新的CFM56-7BE系列進化型發動機能節省1%燃油量，而新的飛機設計亦能節省1%燃油量。
2010年，波音提供了新的內裝設計，採用787的天空客艙，增加頭頂空間和採用LED動態照明，手提行李舱的空間亦有所增加。此外，天空客艙設計亦使機艙噪音減少2-4分貝。首架採用這設計的飛機於2010年10月交付給土耳其航空。馬來西亞航空、TUIfly和大陸航空均有採用這設計。
2005年，波音公司在中国大量销售了737-800，2011年后更多的天空客舱设计的737-800进入中国民航机队。目前中国南方航空、深圳航空、厦门航空分别有规模不等的新型737机队。。
2006年5月13日波音交付第5,000架737給西南航空，第6,000架於2009年4月交付給挪威航空。以往空中巴士A320的銷量一直比737好（包括A318和A321對應的B717和B757），但由於737家族的延伸 和自投產以來已有不少航空公司使用，使幾近年737的年銷量比A320好。

### 737 MAX
自2006年起，波音已經開始討論用一種延續波音787的簡潔設計(內部稱爲"波音Y1") 的飛機來取代737。 但最終決策被推遲至2011年。
在2010年，空中巴士開始了裝配有新引擎的空中巴士A320neo，新引擎能夠提高燃油效率和運營效率。空巴預計新飛機於2016年投入服務。這項決策獲得了多間航空公司的積極回應，它們亦開始下單訂購這種新飛機。 來自航空公司追求燃油效率的壓力迫使波音升級737：裝配新引擎（而非波音Y1設計）。 2011年8月30日，公司董事會批准了737 MAX項目。波音聲明737 MAX將會比現有的空巴A320省油16%，比A320neo省油4%。 波音預計737 MAX的航程將會趕上或超越A320neo。 第一架737 MAX 8于2015年12月8日下线，2016年1月29日上午9时46分从伦頓机场起飞，然后于中午12时33分降落在波音机场，完成历时两小时47分的首次飞行。项目預計於2017年交付。
新家族將擁有5種型號：737 MAX 7（波音737-700延长）、737 MAX 8（波音737-800延长）和737 MAX 9（波音737-900ER延长）， 分别基于波音新世代737和波音经典737銷量最好的几款型號。另外還有專為LCC開發的 737 MAX 200以及對抗A321neo的737MAX10。
一開始，除美國航空外的737 MAX客戶並未被披露。2011年11月17日，波音公佈了其他兩家客戶的名字：印尼獅航、Aviation Capital Group。同時，波音公佈了9家用戶簽訂了700架737 MAX的意向購買協議。 2011年12月13日，西南航空宣佈它們將會是737 MAX的啓動用戶：150架訂購協議與150架選擇權。 2011年12月，波音已經有13家客戶的948架737 MAX的意向和確認訂購協議。
2012年1月底，挪威航空快線宣佈了100架737 MAX的訂單，同時也訂購了22架波音737-800和100架空巴A320neo。這是歐洲的航空公司第一次訂購737 MAX。訂單價值共計114億美元。2012年7月，維珍澳大利亞宣佈訂購23架MAX飛機。 該月稍晚些時候， Air Lease Corporation (ALC)宣佈了75架737 MAX的訂單。 2012年7月12日，美國聯合航空宣佈了100架737 MAX的訂單和50架737-900ER的訂單，總價值148億美元。並於2017法茵航展時改為737MAX10
2012年7月下旬，墨西哥國際航空宣佈訂購90架737 MAX 8飛機。 2012年8月，新加坡航空子公司勝安航空宣佈訂購31架737 MAX 8和23架737-800飛機。 2012年9月，愛爾蘭的航空租賃公司Avolon宣佈確認訂購10架737 MAX 8，5架737 MAX 9和10架新世代737-800。
2012年10月1日，高爾航空確認了60架737 MAX 8的訂單。 10月3日，美國/愛爾蘭的飛機租賃公司GECAS確認75架737 MAX 8訂單和10架737-800訂單。  同一天，一家匿名航空公司宣佈了22架737 MAX 8的意向訂單。 2012年10月11日，阿拉斯加航空宣佈確認50架737訂單：20架737 MAX 8，17架737 MAX 9，和13架新世代737-900ER。  2012年10月30日，俄羅斯Aviation Capital Services宣佈了35架波音737 MAX的意向訂單。
2012年11月4日，科威特確認了20架波音737 MAX 8訂單。 2012年11月5日，墨西哥國際航空確認了購買90架737 MAX 8和9的訂單，其中購買60架，選擇權30架。 2012年11月14日，勝安航空確認了54架波音737系列的訂單：31架737 MAX 8和23架737-800
2012年12月6日，冰島航空宣佈12架737 MAX的意向訂單（8架MAX 8和4架MAX 9）。
2013年1月2日，航空租賃公司Aviation Capital Group (ACG)確認了60架737 MAX的訂單（50架MAX 8和10架MAX 9） 這筆訂單之後，波音737 MAX家族的訂單超過了1000架的里程碑。
2013年2月1日，美國航空確認了它們的100架737 MAX 8訂單  2012年2月13日，冰島航空確認了12架737 MAX的訂單，之後又增加至16架（9架MAX 8和7架MAX 9）。 4月9日，土耳其航空宣佈計劃購買50架737 MAX（包括50架MAX 8和10架MAX 9），並於5月14日確認。
2013年5月15日，西南航空訂購30架737 MAX 7，並成爲了MAX 7的啓動客戶。藉此，西南航空共擁有180架737 MAX訂單。 2013年5月31日，TUI Travel PLC宣佈意向購買60架737 MAX飛機，但未知其中包括多少MAX 8和MAX 9。 TUI Travel的股東於7月10日批准了這一訂單，並且披露了它們計劃接收40架MAX 8和20架MAX 9。 
2013年6月17日，天馬航空宣佈訂購未知數量的737 MAX飛機，並成爲了日本第一間對這款飛機感興趣的航空公司。 2013年6月19日，飛機租賃公司CIT集團確認訂購30架MAX 8飛機。 同日，Travel Service Airlines意向訂購3架波音737 MAX 8。
2017年5月首架出廠的飛機已在西雅圖波音公司總廠交付給馬印航空(Malindo Air)，並領先世界其他航空業者投入商業運轉。
另外，2017法茵航展中，波音公司拿到了340多架的737MAX10訂單。
由於波音737MAX型客機有安全缺陷，因2018年10月29日印尼獅子航空610號班機空難以及2019年3月10日的埃塞俄比亞航空302號班機兩場空難，其間隔時間尚不到半年，因此多國自2019年3月11日開始下令停飞波音737MAX所有型號。截至3月13日，已交付的波音737MAX所有型號已被全球各持有国禁飛。
2020年6月29日，美国联邦航空管理局发表声明表示，一架波音737 MAX自华盛顿州西雅图的波音机场起飞，並进行数小时的首轮飞行测试；同年11月17日，聯邦航空總署解除波音737 MAX的禁飛，批准該機型的飛機復飛。最早实施禁飞的中国民用航空局，于2021年12月2日给出适航许可。

## 型號

### 第一代737（737初代）

#### 737-100

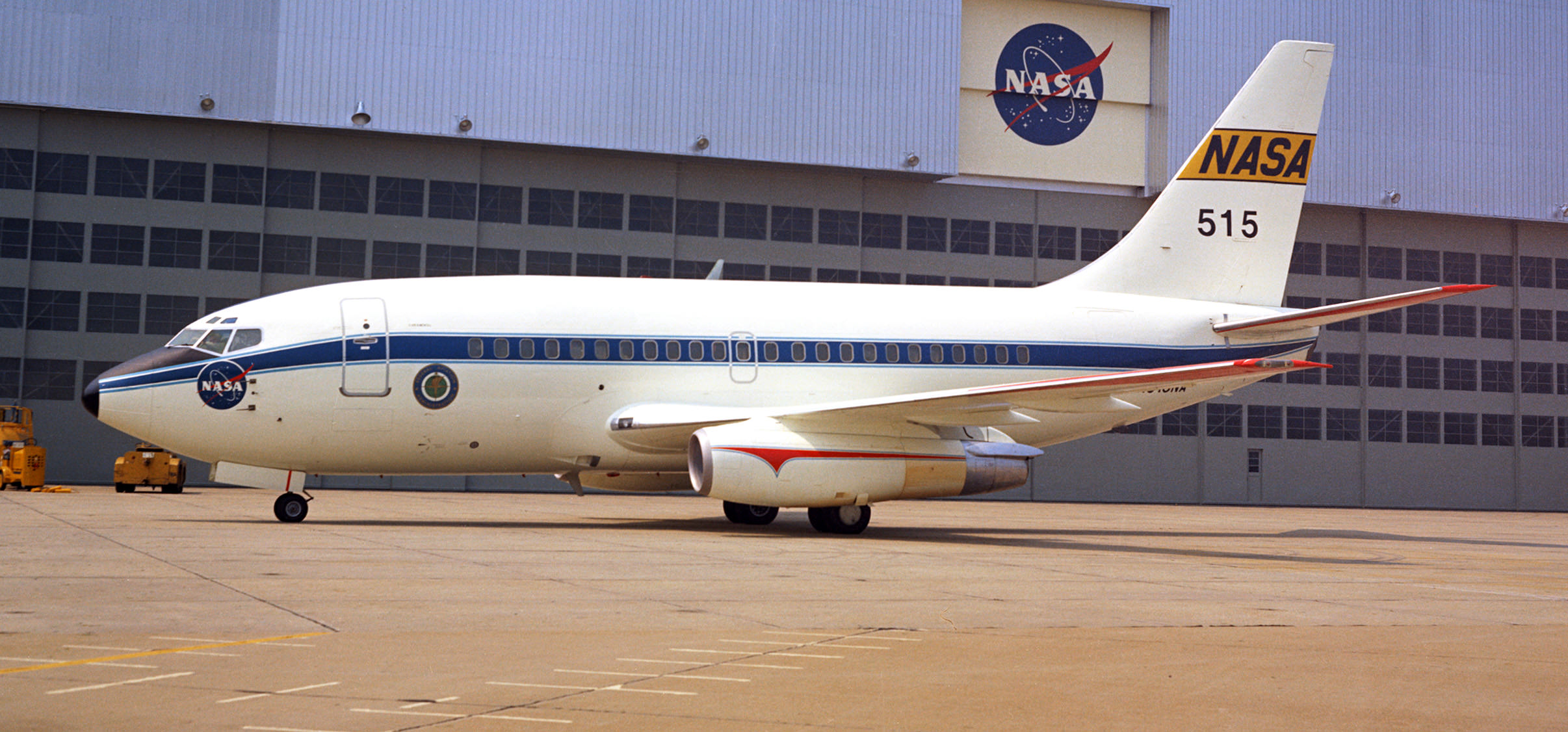
NASA的737-100

737-100長28.63米，於1967年4月9日首飛。737-100的機身橫切面和駕駛艙外貌與波音707和727相同，同樣採用普惠JT8D發動機，但取消了飛航工程師一職。漢莎航空為此型號的最大客戶，在1965年3月15日簽訂合同，訂購至少21架737-130，並在1967年2月24日提升至24架，但在1968年8月5日減至22架。首架交付給漢莎航空的737-100，於1968年2月開始投入商業飛行。波音737誕生在空運市場快速增長的年代，由於-200型的載客量比-100型多30人，航空公司寧選購載客量較多的-200型，因此只生產了30架:19，最後一架在1969年10月交付給馬來西亞-新加坡航空（後來，有關客機歸予新加坡航空）。

#### 737-200

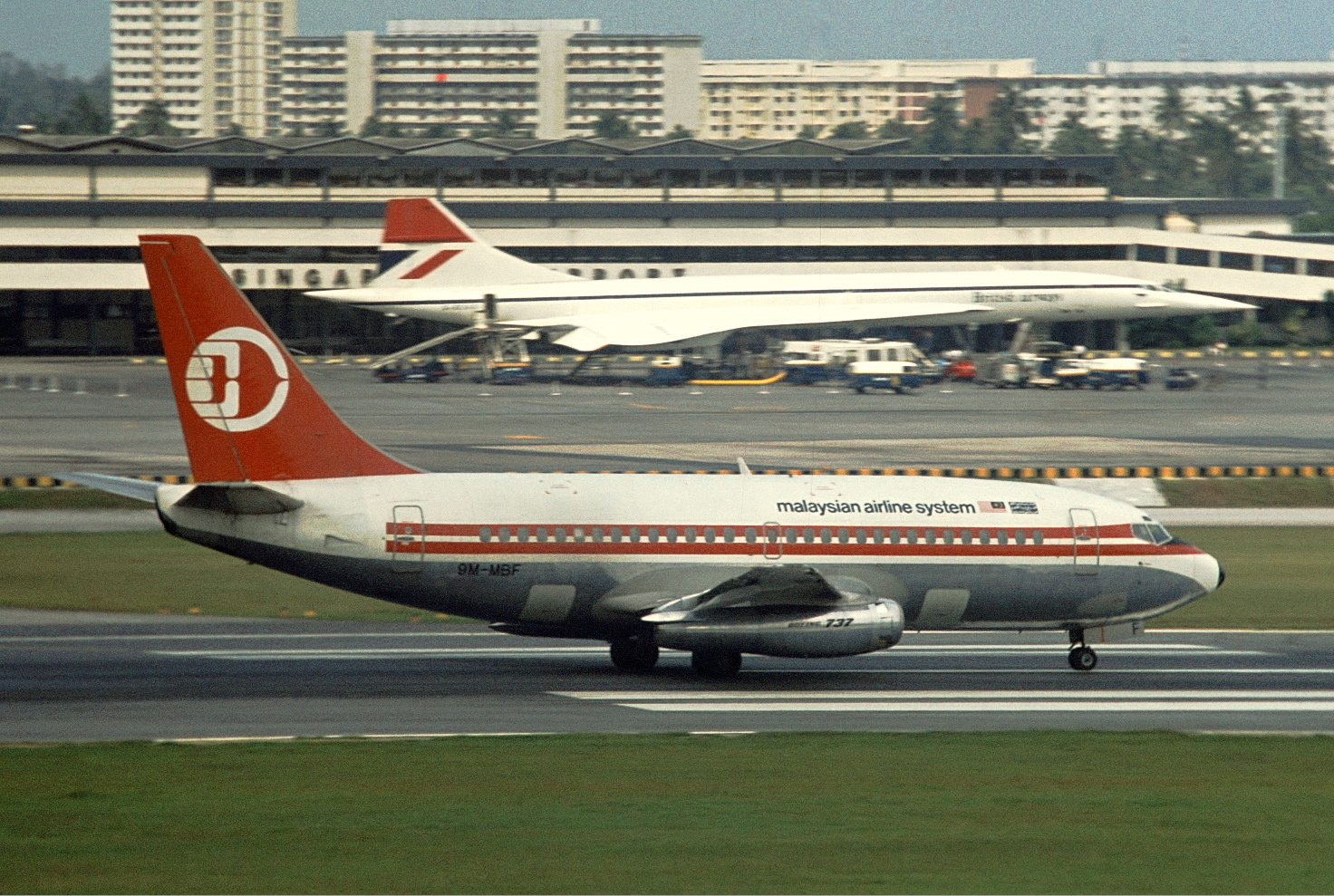
马来西亚航空的737-200

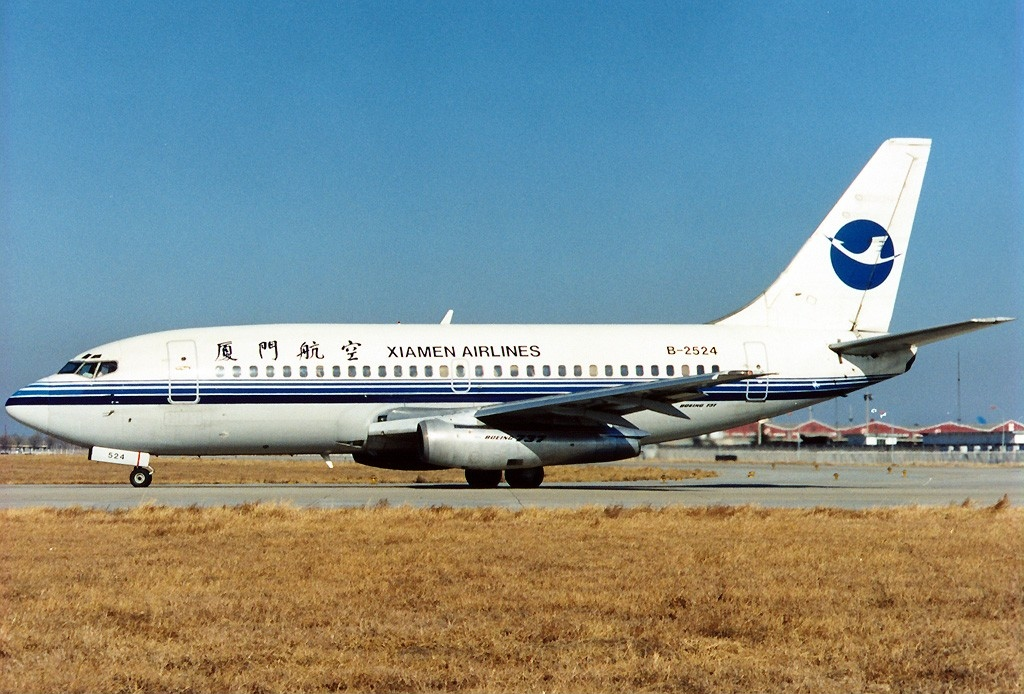
廈門航空波音737-200

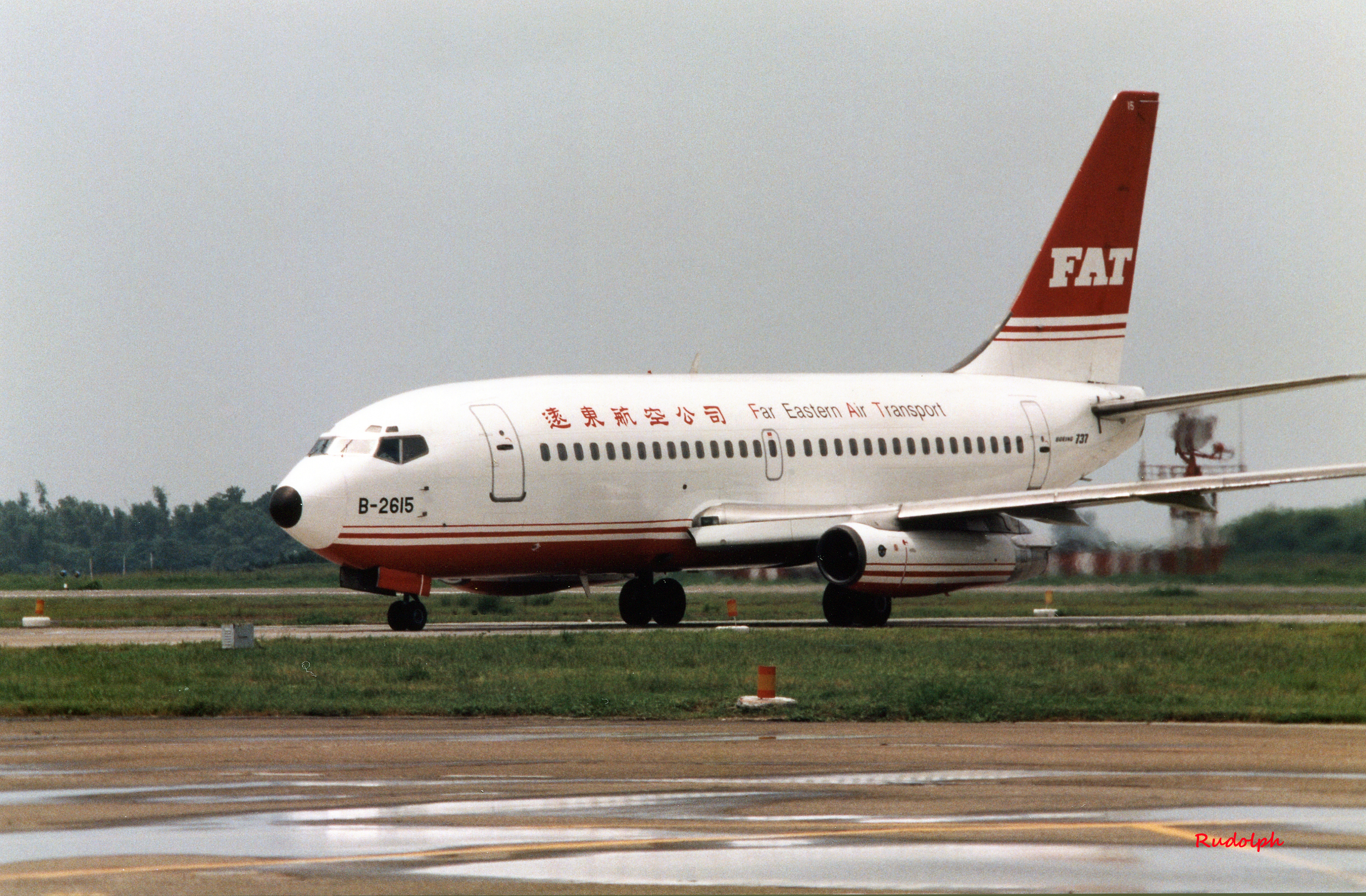
遠東航空波音737-200

737-200是737-100的機身加長型，啟動客戶為1965年訂購的聯合航空，首架飛機於1967年6月29日出廠，1968年投入服務。後來波音對737-200作出一系列改進，包括改用推力較高的引擎、引入自動煞車、更佳的空氣動力學的設計、能載更多燃料和續航距離更遠:41，這些新設計成為737-200 Adv（Advanced，先進型），啟動客戶為全日空，於1971年5月20日投入服務。波音亦提供客貨轉換型737-200C，可以改裝為客機或貨機，而737-200QC（Quick Change，「快速轉換」之意）更可以作快速改裝。最後一架737-200於1988年8月交付給廈門航空，型号Boeing 737-25C(Adv)，注册号B-2524，当时采用中国民航涂装。。
目前大部分737-200服役在二、三等航空公司和發展中國家，由於高耗油量、噪音問題（儘管大部分JT8D引擎已裝有降噪装置）和相對的日漸上升的維修成本，這些飛機逐步被淘汰。737-200有一項重要性能而其它同類型飛機沒有的，是能夠安裝一種類似滑橇的鼻輪折流板，能降落在未完善或不平整的跑道上，例如碎石跑道上，以防鼻輪揚起的異物損害機身和起落架。目前北方航空、第一航空、加拿大北方航空和伊努伊特航空均有使用這款飛機。許多年來，阿拉斯加航空使用這款飛機以配合州內許多未完善的跑道。由于后来完整的跑道设计逐渐取代碎石跑道，该设计最终随波音737-300首飞而取消。
美國空軍也曾購買了19架737-200（軍用型號稱為波音T-43）作為導航教練機，後來不少被改裝作普通的客貨運輸用途，亦有一架改裝為NT-43A雷達測試機。首架T-43於1973年7月31日交付，最後一架在1974年7月19日交付。印尼空軍訂購了3架改裝過的737-200，稱為波音737-2X9監視者，主要用作海岸偵察和運輸用途，於1982年5月至1983年10月間交付。

### 第二代737（737经典型）

#### 737-300

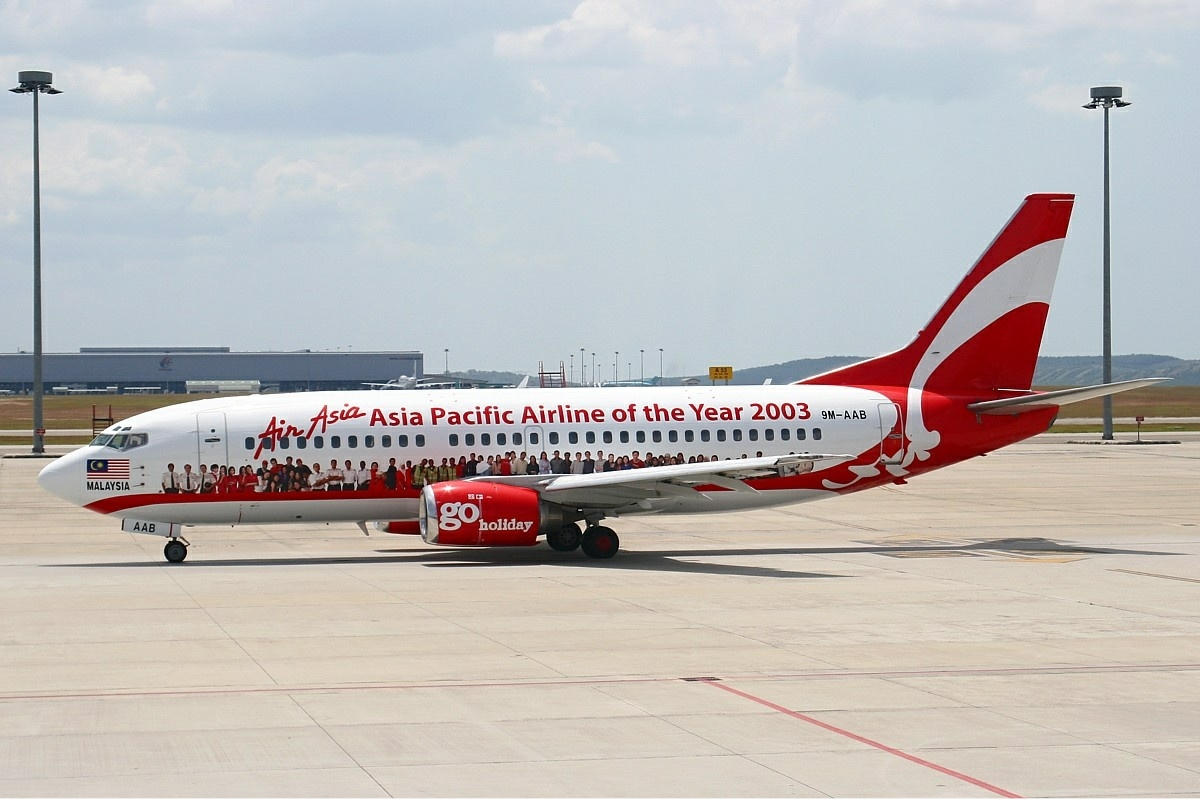
亚洲航空的737-300

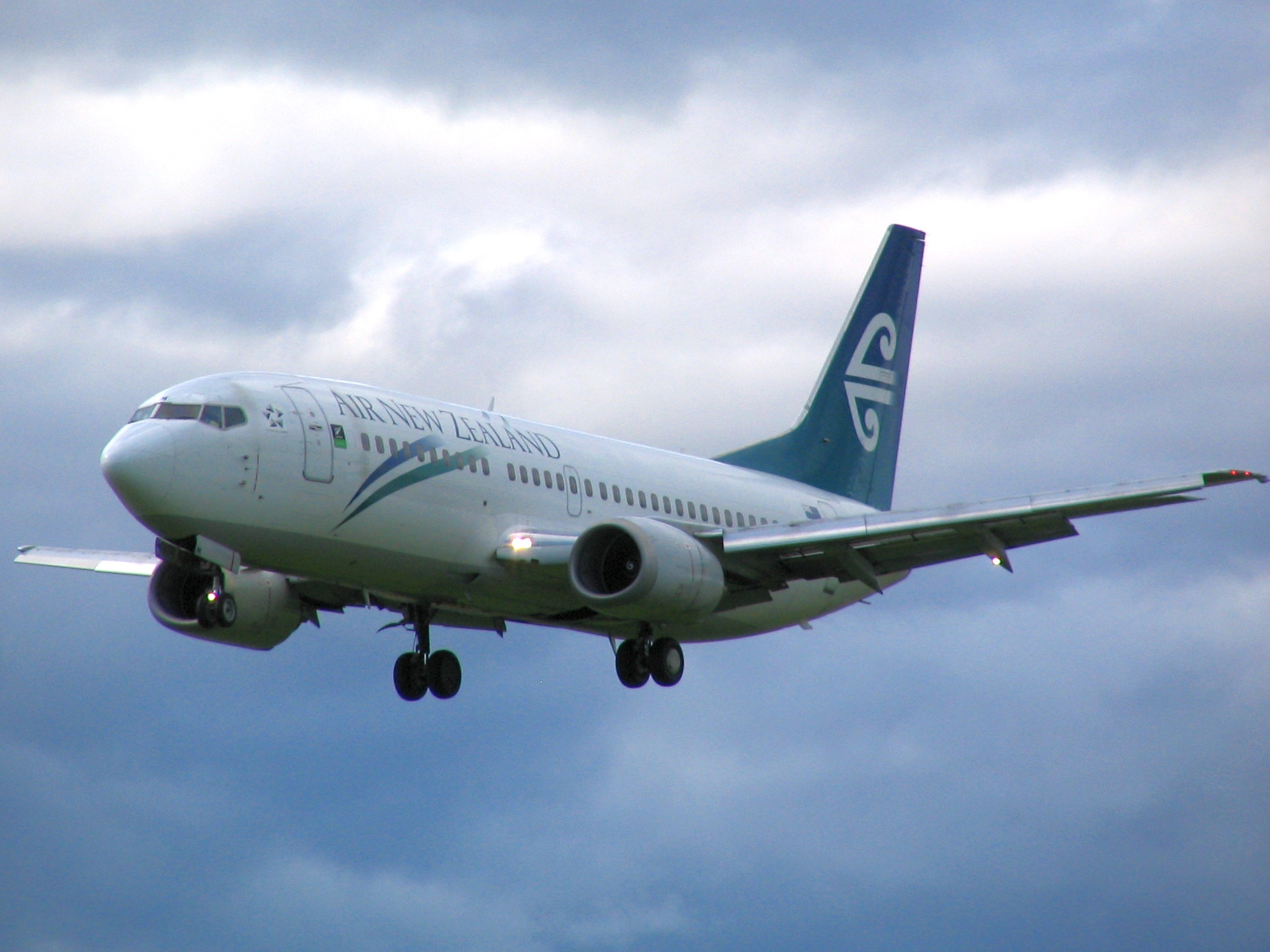
新西蘭航空的737-300

737-300於1981年開始研發，標準載客量為128人，啟動客戶為首先為全美航空和西南航空。-300型的生產線至1999年才結束，最後一架737-300於1999年12月17日交付給新西蘭航空，這亦是最後一架第二代的737客機。
目前部份737-300的改裝為貨機。洛克希德马丁公司把其737-300的機鼻改裝成F-35戰機機鼻和F-35的駕駛艙，用作測試F-35的航電系統。2008年12月，西南航空把旗下的737-300配上与737-700的航電系統，以增加與737-700的共通性和支援所需導航性能。
和上一代波音737-200不同的是，从这一代波音737起原选装于737-200的滑橇式鼻轮折流板被取消。

##### 737-300SP
737-300的加装翼尖小翼版本。

#### 737-400

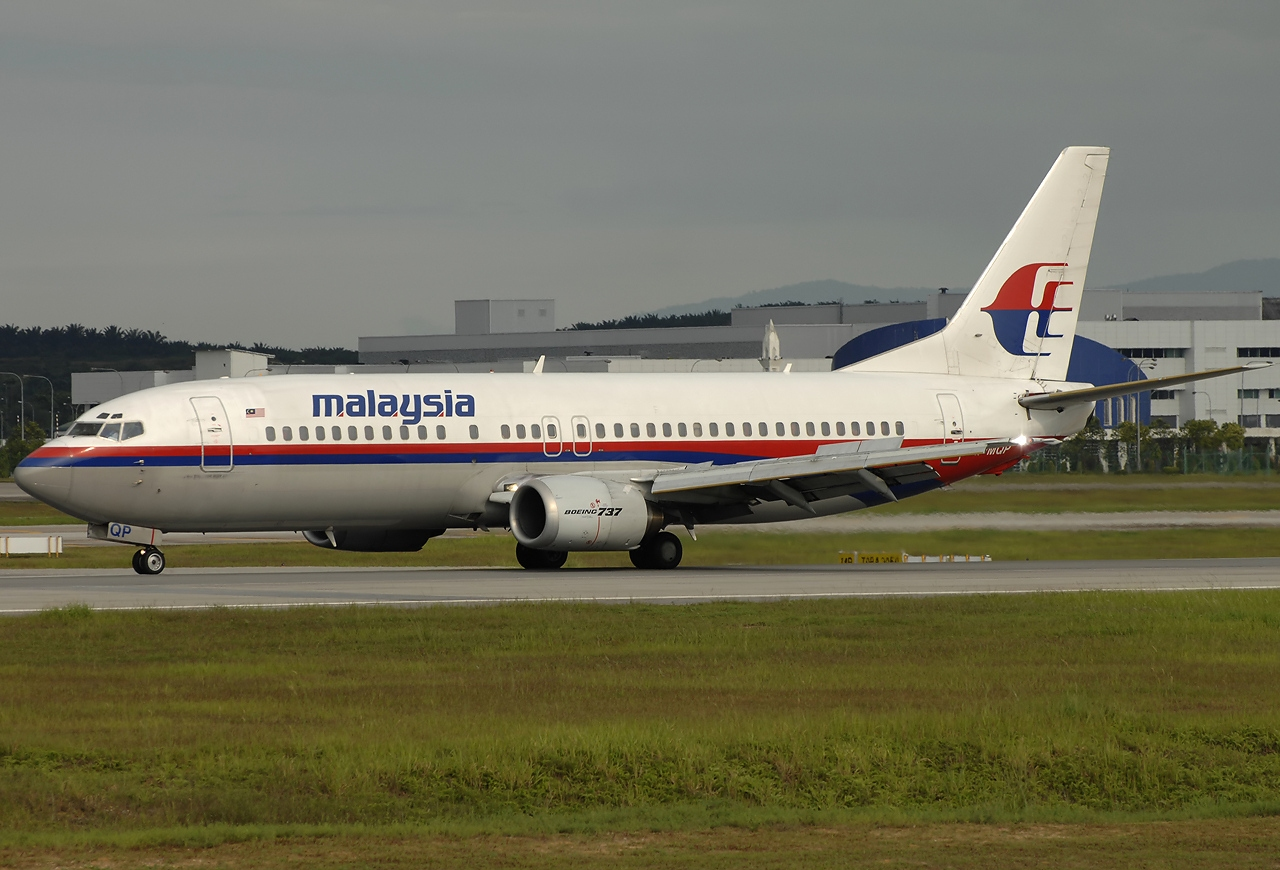
马来西亚航空的波音737-400

737-400為737-300的加長型號，於1985年開始研發，主要配合包機航空服務的需要。皮埃蒙特航空是此型號的啟動客戶，於1986年訂購25架，首架於1988年投入服務。最後一架737-400於1998年交付給捷克航空。
737-400F並不是波音公司正式生產的型號，而是由737-400改裝為全貨機的型號。阿拉斯加航空是首家航空公司改裝成貨機型，能裝上10個托盤。阿拉斯加航空亦把5架737-400改裝為客貨混合型737-400Combi。
原先四十架737-400被交付時，其引擎未經過空中實際測試，僅做過地面的風向測試和風洞測試，導致引擎有瑕疵。直到發生英倫航空92號班機空難後，國際飛航協會強硬要求所有的引擎被裝配以前都要進行空中實際測試至少三次，交機時將此份報告一併隨貨與買家。

#### 737-500

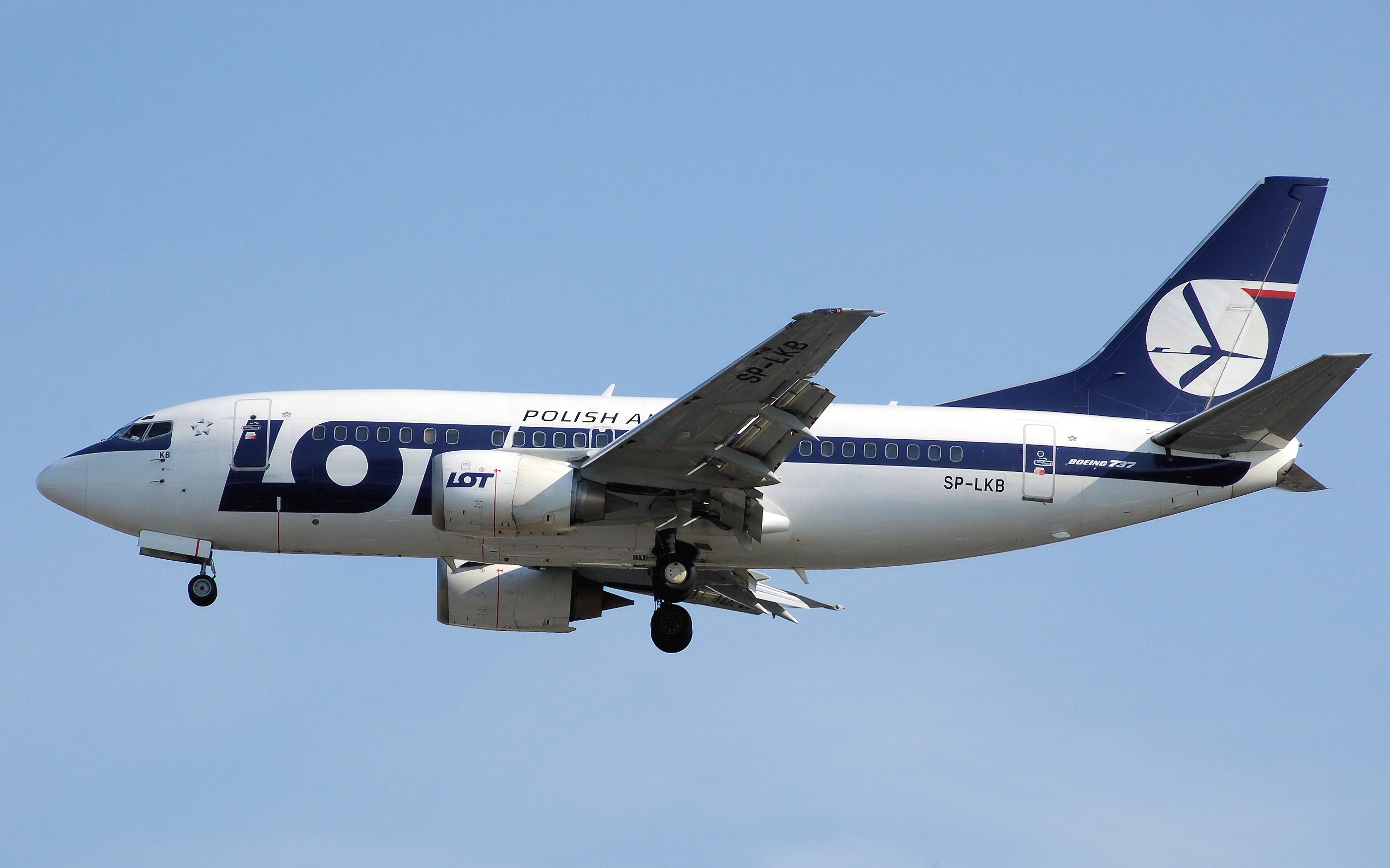
波蘭航空的737-500

737-500在1987年研發，首飛於1989年6月30日，1990年交付給西南航空後投入服務。雖然機身只比737-200長0.5米，但續航距離較長，而此機型也是737-200的直接替代型號，最多可載132人。俄罗斯的一些航空公司（如S7航空、北俄罗斯航空）使用737-500替换老旧的苏製客机。
最後一架737-500於1999年7月26日交付給全日本航空。737-500的替代机型是737-600，但后者的产量较前者更少。

### 第三代737（737新世代）

#### 737-600

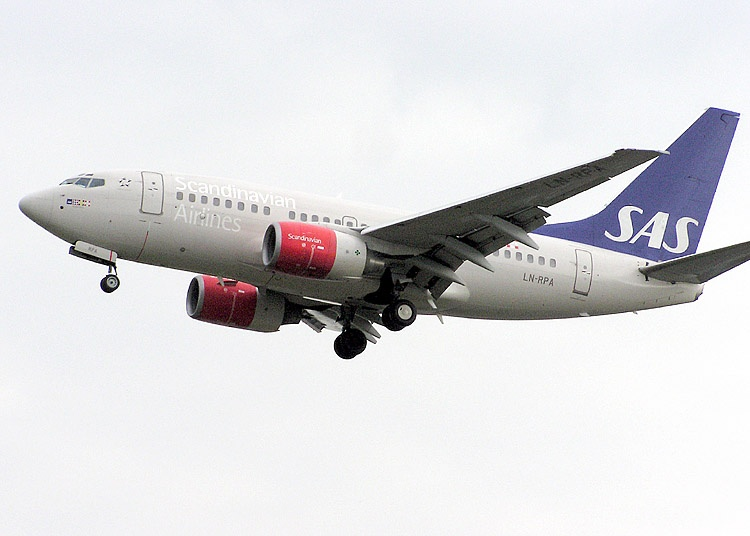
北歐航空的737-600

737-600是737-500的直接替代型號，亦有意取代淘汰中的DC-9。北歐航空於1995年訂購此型號，成為啟動客戶，首架於1998年9月18日交付，737-600是目前B737的投產型號中唯一一款不設有可選小翼的型號。西捷航空曾有意成為設有小翼的737-600啟動客戶，但在2006年取消了此念頭。
737-600的直接競爭對手為空中巴士A318、Embraer 195、蘇霍伊-100和空中巴士A220，但最終因不敵Embraer 195與空中巴士A220而在2006年之後就未有新訂單，最終於2012年正式停產，總產量僅69架。

#### 737-700

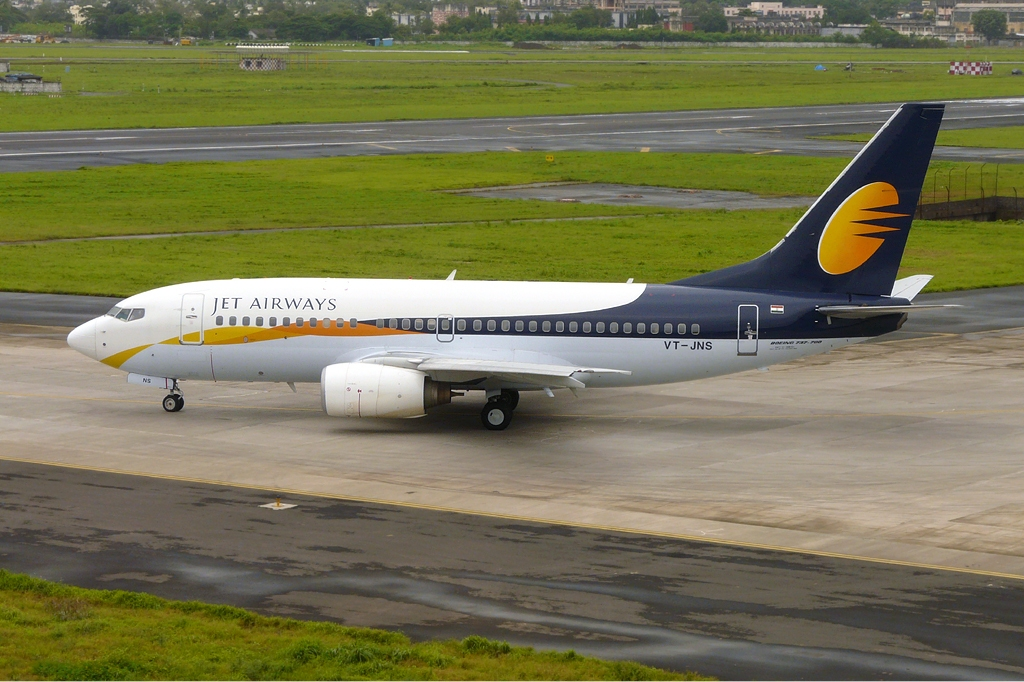
捷特航空的737-700

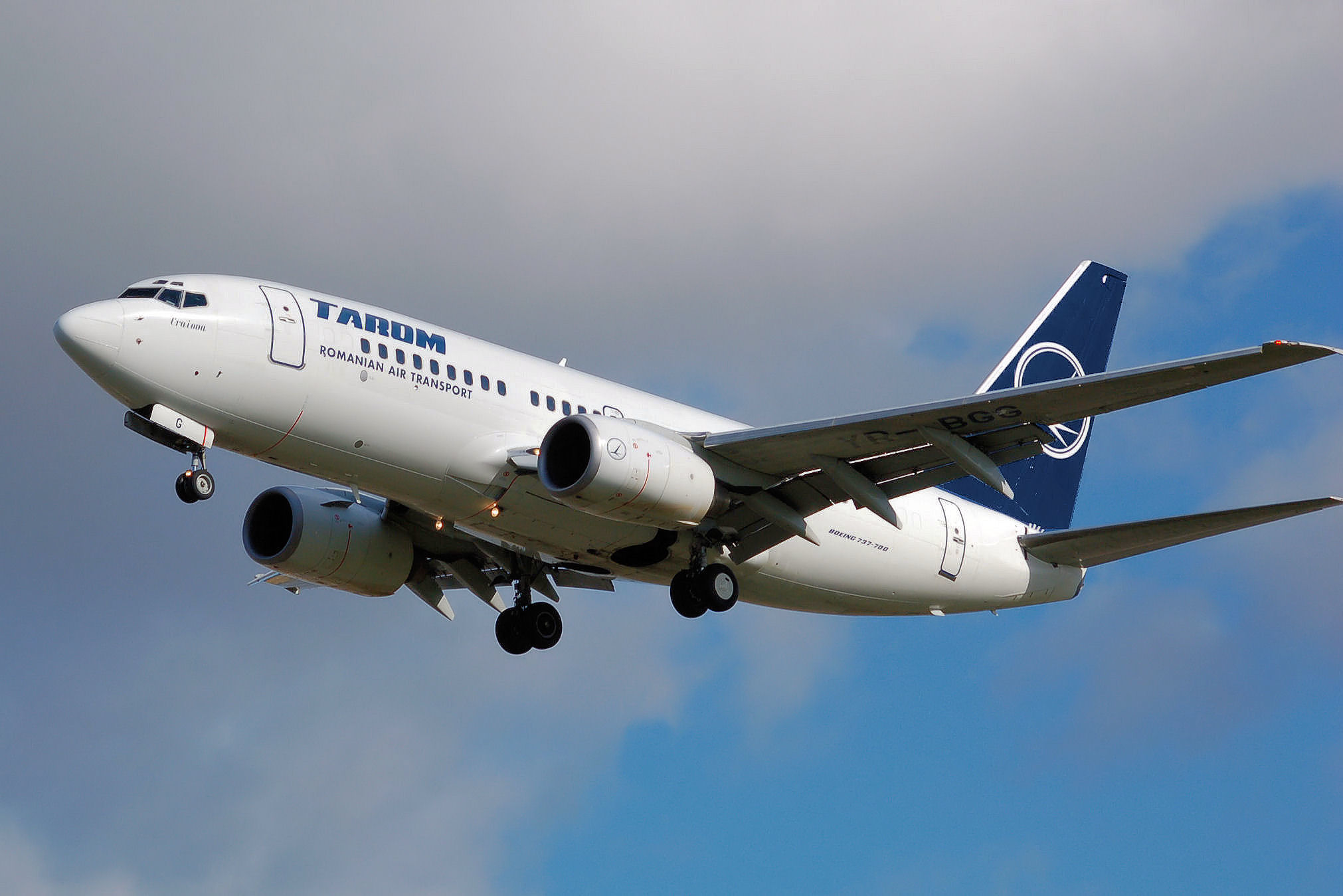
羅馬尼亞航空的737-700

737-700為新世代737NG的首個型號，以737-300為基礎，啟動客戶為於1993年11月訂購的西南航空，於1998年投入服務 。除了取代舊的737-300外，還直接與空中巴士A319競爭。此機型在兩等級配置中可載126人，單一座級可載149人。2006年1月31日，波音著手開發737-700ER，全日空為首個客戶，2007年2月16日接收飛機並投入服務。737-700ER結合了-700型的機身和-800型的起落架，標準航程可達5,510海里，是737系列中航程最長的型號，此機的競爭對手為空中巴士A319LR。
737-700C為貨機型號，可以快速移除座位改裝為貨機，機身左方有一個大門美國海軍為737-700C的首個客戶，所訂購的737-700C稱為波音C-40「快船」運輸機。
2018年，737-700宣佈停產。

#### 波音C-40「快艇」運輸機
美國海軍所訂購的737-700C稱為波音C-40A「快船」運輸機，用於取代C-9空中列車。2018年陆战队表示将购买两架C-40A以取代C-9空中列車。2018年12月4日陆战队要求波音在2020年內交付两架C-40A。
C-40B和C-40C則由美國空軍所使用，用作一般和高級領袖專機。波音737 AEW&C是一款以737-700IGW（高起飛重量型）為基礎，類似737-700ER的空中預警機，首個客戶是澳洲，接著有韓國和土耳其。2008年7月底，達美航空接收首10架裝有Messier-Bugatti公司的碳剎車系統的-700型客機。

#### 737-900

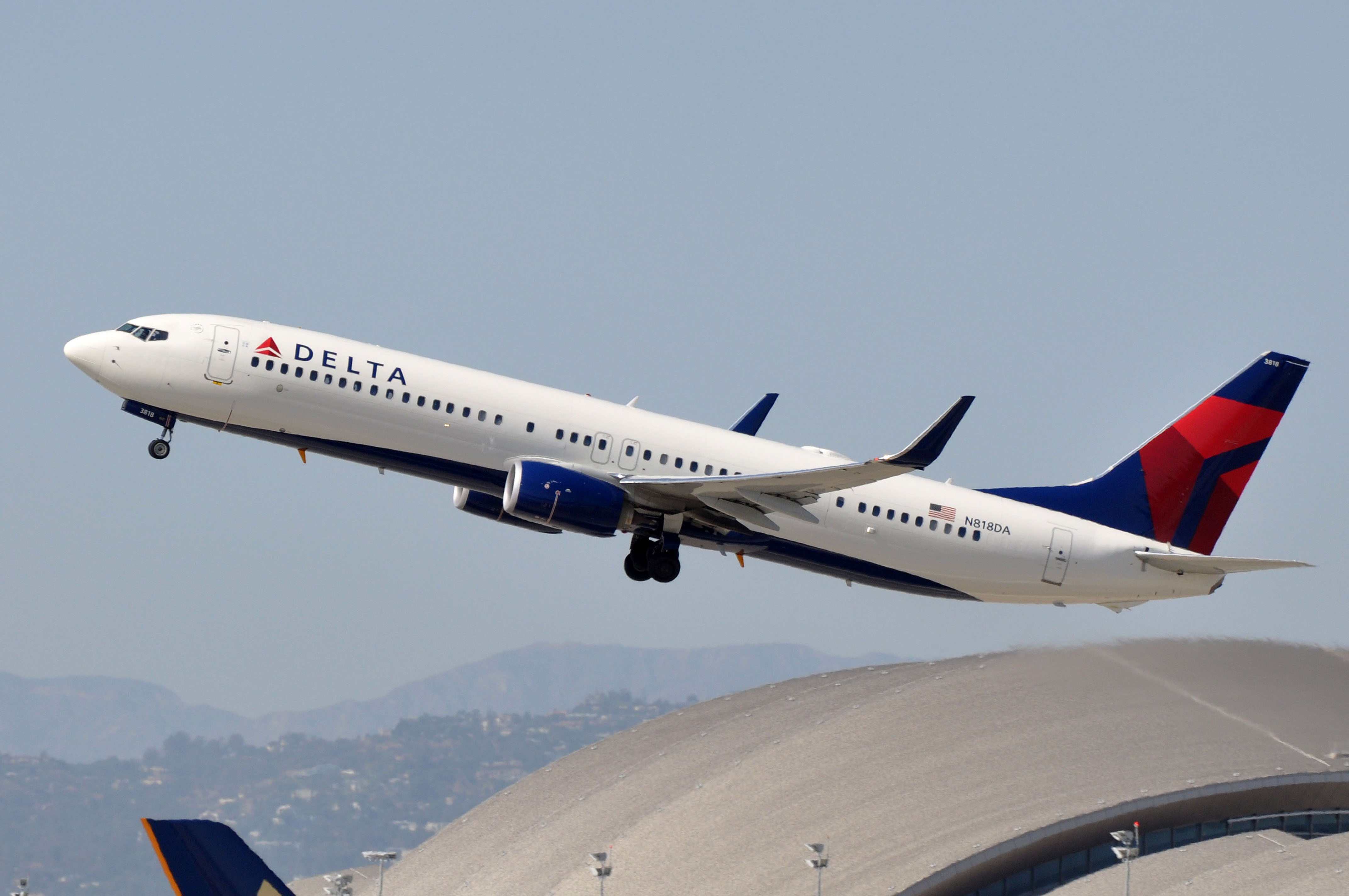
達美航空的737-900ER

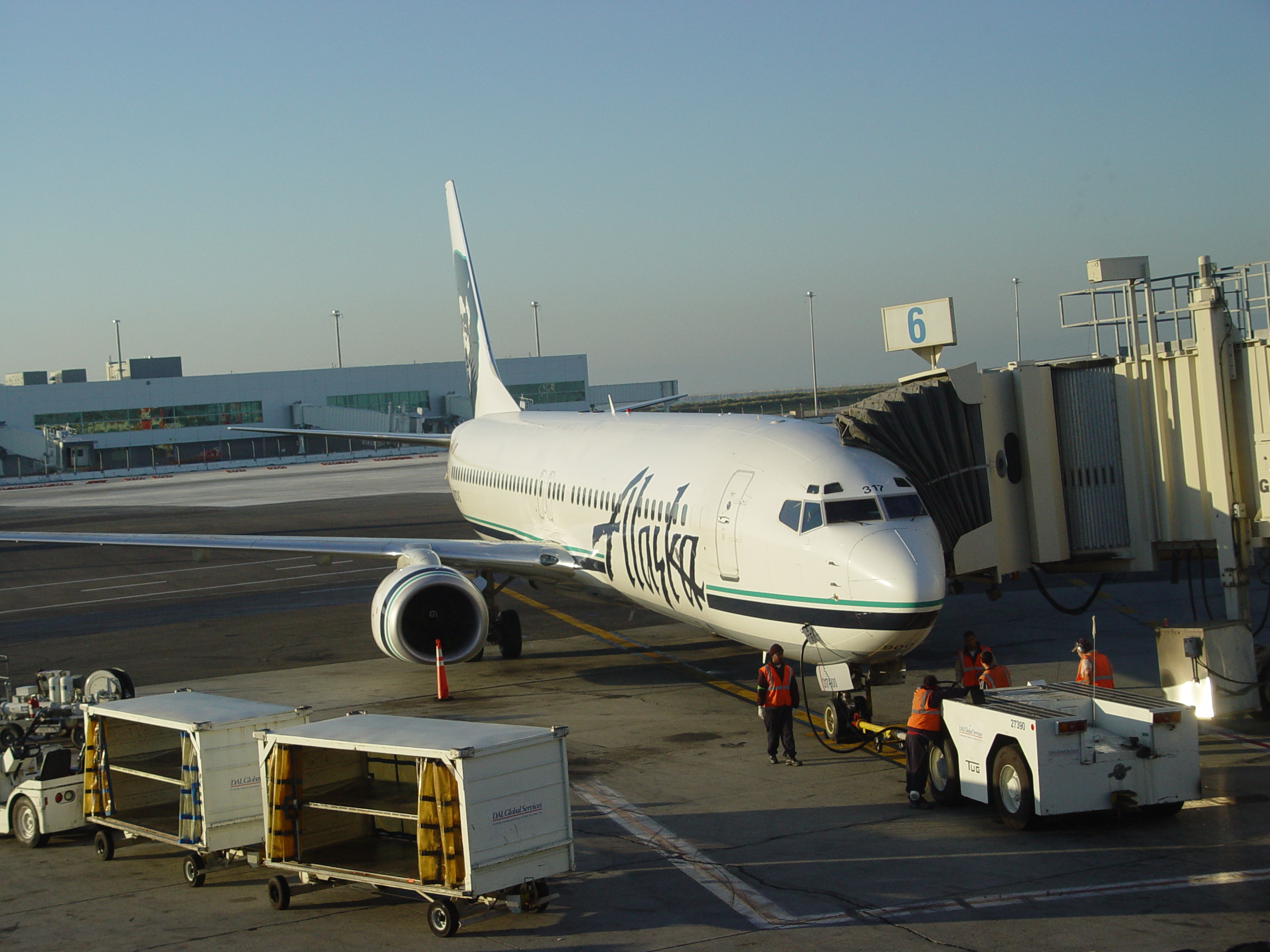
阿拉斯加航空的737-900停泊於奧克蘭國際機場

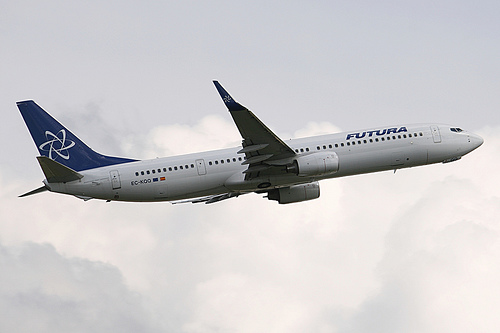
富图拉国际航空的737-900ER

737-900為737NG機身最長的型號，亦是737家族中推力最大的型號，啟動客戶為阿拉斯加航空，於1997年訂購，2001年5月15日接收其首架737-900。但是，由於737-900的機門數目不足，無法滿足美國聯邦航空局的法規要求，載客量因此受制於189人。自美國阿拉斯加航空開始訂購以來，737-900只造了54架。因此波音展開了新的737-900X計劃，亦即是現今的737-900ER。
737-900ER除了直接取代737-900外，也取代已停產的757-200，同時直接挑戰空中巴士A321。737-900ER增加了一對機門，並加了額外的燃料箱和小翼，以增加續航距離達到3,200海里。機身後部的壓力壁造得扁平，以增加載客量。此機型在兩等級配置中可載180人，若全部座位均為經濟客位，載客量更可達215人。首架737-900ER於2006年8月8日出廠，首家訂購737-900ER的航空公司是印尼的獅子航空，於2007年4月27日接收。
2019年6月，最後一架737-900ER交付給達美航空。

## 737BBJ
波音商務機（Boeing Business Jet）是737NG的一個衍生型號，於1997年7月開始研發，以737-700型為基礎的BBJ，擁有強化機翼和起落架，起飛重量比-800型高，最高可載68人，航程可達6,200海里，首架BBJ1於1998年9月4日首飛。
1999年10月11日，波音推出BBJ2。此型號以737-800型為基礎，但航程較BBJ稍短，首架BBJ2於2001年2月28日交付。
BBJ3是以737-900ER為基礎，航程達4,725海里，設有抬頭顯示器，機艙氣壓調整為6,500呎高度，在2008年8月完成首架試驗機。

### 第四代737（737 MAX）
2011年，波音公佈波音737MAX計劃，波音將會提供三款基础型號737MAX 7、737MAX 8和737MAX 9，分別取代737-400、737-800和737-900ER，同时发布两款全新型号737MAX 200和737MAX 10。主要改變是採用与波音787同款设计的CFM International LEAP-1B引擎，擾流板採用線傳飛控技術，以及延長機鼻起落架，並預計2017年交付。西南航空在2011年12月13日宣佈會訂購150架737MAX，成為啟動客戶。由於波音737MAX型客機有安全缺陷，因2018年10月29日印尼獅子航空610號班機空難以及2019年3月10日的埃塞俄比亞航空302號班機兩場空難，其間隔時間尚不到半年，因此多國自2019年3月11日開始下令停飛波音737MAX所有型號。截至3月13日，已交付的波音737MAX所有型號已被全球各持有國禁飛。

#### 737BBJ MAX
2017年，随着737MAX的发布，波音公司也正式宣布了737BBJ MAX，目前737BBJ MAX系列包括以下两款型号：
- BBJ MAX8：直接性代替BBJ2。
- BBJ MAX9：直接性代替BBJ3。

## 性能規格
| 機型                                 | 737-100                            | 737-200                            | 737-300                            | 737-400                            | 737-500                                                                                    | 737-600                            | 737-700                                                                             | 737-800                 | 737-900                 | 737 MAX-7               | 737 MAX-8               | 737 MAX-9               | 737 MAX-10              |
| ------------------------------------ | ---------------------------------- | ---------------------------------- | ---------------------------------- | ---------------------------------- | ------------------------------------------------------------------------------------------ | ---------------------------------- | ----------------------------------------------------------------------------------- | ----------------------- | ----------------------- | ----------------------- | ----------------------- | ----------------------- | ----------------------- |
| 機師數                               | 2                                  | 2                                  | 2                                  | 2                                  | 2                                                                                          | 2                                  | 2                                                                                   | 2                       | 2                       | 2                       | 2                       | 2                       | 2                       |
| 二級典型座位數（座位間距）           | 85 : 12F 73Y                       | 102 : 12F 88Y                      | 126                                | 147                                | 110                                                                                        | 108                                | 128                                                                                 | 162                     | 177                     | 138                     | 162                     | 178                     | 188                     |
| 一級最大座位數（座位間距）           | 108（34in） 118（30in）            | 115(34in) 130(30in)                | 140                                | 168                                | 132                                                                                        | 130                                | 140+                                                                                | 189                     | 215                     | 153                     | 178                     | 193                     | 204                     |
| 座位寬度                             | 17.2吋（一級6列座位量）            | 17.2吋（一級6列座位量）            | 17.2吋（一級6列座位量）            | 17.2吋（一級6列座位量）            | 17.2吋（一級6列座位量）                                                                    | 17.2吋（一級6列座位量）            | 17.2吋（一級6列座位量）                                                             | 17.2吋（一級6列座位量） | 17.2吋（一級6列座位量） | 17.2吋（一級6列座位量） | 17.2吋（一級6列座位量） | 17.2吋（一級6列座位量） | 17.2吋（一級6列座位量） |
| 長度(公尺)                           | 28.6                               | 30.53                              | 33.4                               | 36.4                               | 31.0                                                                                       | 31.24                              | 33.63                                                                               | 39.5                    | 42.11                   | 35.56                   | 39.47                   | 42.16                   | 43.79                   |
| 翼展                                 | 28.3公尺                           | 28.3公尺                           | 28.88公尺                          | 28.88公尺                          | 28.88公尺                                                                                  | 35.79公尺                          | 35.79公尺                                                                           | 35.79公尺               | 35.79公尺               | 35.92公尺               | 35.92公尺               | 35.92公尺               | 35.92公尺               |
| 高度                                 | 11.3公尺                           | 11.3公尺                           | 11.13公尺                          | 11.13公尺                          | 11.13公尺                                                                                  | 12.56公尺                          | 12.56公尺                                                                           | 12.56公尺               | 12.56公尺               | 12.29公尺               | 12.29公尺               | 12.29公尺               | 12.29公尺               |
| 後掠翼                               | 25°                                | 25°                                | 25°                                | 25°                                | 25°                                                                                        | 25°                                | 25°                                                                                 | 25°                     | 25°                     | 25.02°                  | 25.02°                  | 25.02°                  | 25.02°                  |
| 展弦比                               | 8.83                               | 8.83                               | 9.16                               | 9.16                               | 9.16                                                                                       | 9.45                               | 9.45                                                                                | 9.45                    | 9.45                    |                         |                         |                         |                         |
| 機身寬                               | 3.76公尺                           | 3.76公尺                           | 3.76公尺                           | 3.76公尺                           | 3.76公尺                                                                                   | 3.76公尺                           | 3.76公尺                                                                            | 3.76公尺                | 3.76公尺                | 3.76公尺                | 3.76公尺                | 3.76公尺                | 3.76公尺                |
| 機身高                               | 4.01公尺                           | 4.01公尺                           | 4.01公尺                           | 4.01公尺                           | 4.01公尺                                                                                   | 4.01公尺                           | 4.01公尺                                                                            | 4.01公尺                | 4.01公尺                | 4.01公尺                | 4.01公尺                | 4.01公尺                | 4.01公尺                |
| 座艙寬                               | 3.54公尺                           | 3.54公尺                           | 3.54公尺                           | 3.54公尺                           | 3.54公尺                                                                                   | 3.54公尺                           | 3.54公尺                                                                            | 3.54公尺                | 3.54公尺                | 3.54公尺                | 3.54公尺                | 3.54公尺                | 3.54公尺                |
| 座艙高                               | 2.20公尺                           | 2.20公尺                           | 2.20公尺                           | 2.20公尺                           | 2.20公尺                                                                                   | 2.20公尺                           | 2.20公尺                                                                            | 2.20公尺                | 2.20公尺                | 2.20公尺                | 2.20公尺                | 2.20公尺                | 2.20公尺                |
| 空重                                 | 61,864磅 （28,120公斤）            | 73,040磅 （33,200公斤）            | 68,860磅 （31,300公斤）            | 80,031磅 （36,378公斤）            | 84,100磅 （38,147公斤）                                                                    | 91,108磅 （41,413公斤）            | 98,495磅 （44,676公斤）                                                             |                         |                         |                         |                         |                         |                         |
| 最大起飛重量                         | 108,218磅 （49,190公斤）           | 149,710磅 （68,050公斤）           | 133,210磅 （60,550公斤）           | 145,500磅 （66,000公斤）           | 基本型： 154,500磅 （70,080公斤） ER型：171,000磅 （77,565公斤）                           | 174,200磅 （79,010公斤）           | 187,700磅 （85,130公斤）                                                            |                         |                         |                         |                         |                         |                         |
| 最大降落重量                         | 99,000磅 （44,906公斤）            | 124,000磅 （56,246公斤）           | 110,000磅 （49,895公斤）           | 121,500磅 （55,112公斤）           | 128,928磅 （58,604公斤）                                                                   | 146,300磅 （66,361公斤）           | 146,300磅 （66,361公斤）                                                            |                         |                         |                         |                         |                         |                         |
| 載貨量                               | 650立方呎 （18.4立方公尺）         | 1,373立方呎 （38.9立方公尺）       | 822立方呎 （23.3立方公尺）         | 756立方呎 （21.4立方公尺）         | 966立方呎 （27.3立方公尺）                                                                 | 1,591立方呎 （45.1立方公尺）       | 1,852立方呎 （52.5立方公尺）                                                        |                         |                         |                         |                         |                         |                         |
| 起飛所需跑道長度（於最大起飛重量時） | 6,646呎（1,990公尺）               | 8,483呎（2,540公尺）               | 8,249呎（2,470公尺）               | 8,016呎（2,400公尺）               | 8,283呎（2,480公尺）                                                                       | 8,181呎（2,450公尺）               | 8,181呎（2,450公尺）                                                                |                         |                         |                         |                         |                         |                         |
| 實用升限                             | 35,000呎 （10,668公尺）            | 37,000呎 （11,277公尺）            | 37,000呎 （11,277公尺）            | 41,100呎（12,527公尺）             | 41,100呎（12,527公尺）                                                                     | 41,100呎（12,527公尺）             | 41,100呎（12,527公尺）                                                              |                         |                         |                         |                         |                         |                         |
| 巡航速率                             | 0.74馬赫（485mph／780km/h）        | 0.74馬赫（485mph／780km/h）        | 0.74馬赫（485mph／780km/h）        | 0.785馬赫（514mph／828km/h）       | 0.785馬赫（514mph／828km/h）                                                               | 0.785馬赫（514mph／828km/h）       | 0.78馬赫（511mph／823km/h）                                                         |                         |                         |                         |                         |                         |                         |
| 最大速率                             | 0.82馬赫（544mph／876km/h／473節） | 0.82馬赫（544mph／876km/h／473節） | 0.82馬赫（544mph／876km/h／473節） | 0.82馬赫（544mph／876km/h／473節） | 0.82馬赫（544mph／876km/h／473節）                                                         | 0.82馬赫（544mph／876km/h／473節） | 0.82馬赫（544mph／876km/h／473節）                                                  |                         |                         |                         |                         |                         |                         |
| 滿載航距                             | 1,860海里（3,440公里）             | 2,165海里（4,005公里）             | 2,402海里（4,444公里）             | 3,050海里（5,648公里）             | 基本型：3,365海里（6,230公里） 反翼版：3,900海里（7,220公里） ER型：5,375海里（9,955公里） | 3,060海里（5,665公里）             | 一級佈置：2,700海里（4,996公里） 於二級佈置和兩個後備燃油箱：3,200海里（5,925公里） |                         |                         |                         |                         |                         |                         |
| 最大燃料容量                         | 4,725加侖 （17,860升）             | 6,130加侖 （23,170升）             | 6,296加侖 （23,800升）             | 6,875加侖 （26,020升）             | 6,875加侖 （26,020升）                                                                     | 6,875加侖 （26,020升）             | 7,837加侖 （29,660升）                                                              |                         |                         |                         |                         |                         |                         |
| 發動機（x2）                         | 普惠JT8D-7                         | CFM 56-3B-2                        | CFM 56-3B-1                        | CFM 56-7B20                        | CFM 56-7B26                                                                                | CFM 56-7B27                        | CFM 56-7                                                                            |                         |                         |                         |                         |                         |                         |
| 發動機最大推力（x2）                 | 19,000磅（84.5千牛頓）             | 22,000磅（97.9千牛頓）             | 20,000磅（89.0千牛頓）             | 20,600磅（91.6千牛頓）             | 26,300磅（116.0千牛頓）                                                                    | 27,300磅（121.4千牛頓）            | 27,300磅（121.4千牛頓）                                                             |                         |                         |                         |                         |                         |                         |
| 發動機巡航推力（x2）                 | 3,870磅（17.21千牛頓）             | 4,930磅（21.92千牛頓）             | 4,902磅（21.805千牛頓）            | 5,210磅（23.18千牛頓）             | 5,480磅（24.38千牛頓）                                                                     | 5,480磅（24.38千牛頓）             | 5,480磅（24.38千牛頓）                                                              |                         |                         |                         |                         |                         |                         |
| 風扇翼尖直徑                         | 1.12公尺                           | 1.52公尺                           | 1.52公尺                           | 1.55公尺                           | 1.55公尺                                                                                   | 1.55公尺                           | 1.55公尺                                                                            |                         |                         |                         |                         |                         |                         |
| 發動機長度                           | 3.20公尺                           | 2.36公尺                           | 2.36公尺                           | 2.51米                             | 2.51米                                                                                     | 2.51米                             | 2.51米                                                                              |                         |                         |                         |                         |                         |                         |
| 發動機離地高度                       | 51公分                             | 46公分                             | 46公分                             | 46公分                             | 46公分                                                                                     | 48公分                             | 48公分                                                                              |                         |                         |                         |                         |                         |                         |

資料來源：波音737性能，737機場規劃報告

## 問題
737OG和737CL的方向舵設計曾有重大缺陷，在經過極端的溫差，即3萬呎高空的-50攝氏度至地面的30攝氏度（假設）時，就有可能會被卡住甚至完全反轉。此缺陷曾造成聯合航空585號班機空難、全美航空427號班機空難、東風航空517號班機事故，前兩起空難共造成157人死亡，只有東風航空航機僥幸逃過一劫，1992年的中國南方航空3943號班機空難和1997年勝安航空185號班機空難也被疑為是此原因導致。在東風航空517號班機事故調查結束後，波音修改了所有737OG/CL的尾舵設計，並全球性地為服役中的737OG/CL客機更改有關零件，波音公司也要求所有使用737的航空公司對飛行員進行應對方向舵失控的專業培訓。但在東風航空517號班機事故發生9年後的2008年，美国大陆航空1404号班機則在跑道上因大風導致飛機側滑出跑道並引起大火，從而導致部分人員認為其墜毀原因與之前的兩起空難有着相似原因。
2013年4月15日，美國聯邦航空總署基於波音737NG和所有更改过新尾舵的737OG/CL存有安全隱憂，其水平機翼（Horizontal stabilizer）翼後樑有部分螺栓的防護塗層在製造過程中程序出錯，可能導致螺栓鬆脫，影響飛行安全，嚴重者會導致飛機失控。因此，向美國所有航空公司發出在同年5月20日起生效的指令，要求檢查旗下的波音737NG，包括自737-600开始的所有5個型號，但之后却不了了之。直到2019年9月部分737NG發現在飛行過程中水平尾翼部分脱落而緊急降落後，FAA才重新要求检查全数737NG的水平尾翼。但就在不久后，在9月下旬為中國公司使用的737-800系列客機進行改裝737-800BCF時，在撥叉「Pickle Fork」上發現結構性裂縫，長期發展可能導致空中解體。之後美國官方下令檢查全美165架波音737 NG型客機。波音表示對給航空公司造成的影響深表遺憾，希望積極與客戶合作解決「結構性裂縫」問題。同月美國西南航空證實檢查過程發現旗下2架飛機同處有裂縫停飛，巴西高爾航空也預防性緊急停飛11架同型客機。韓國三家航空公司也停飛9架出現結构性裂縫的波音737NG客機。
新在2018年10月29日狮子航空610號班機空難發生不久後，FAA發現全球目前所有的737MAX（包含正在試飛的737 MAX 7和全系BBJ MAX）新增了一个MCAS系統，在失速及翻滚保护系统以防止机头仰角过大而失速或者发生翻滚下坠以及倒飞等现象，而当这个系统被无意触发后即使解除自动驾驶也会导致飞机下坠将近10秒钟，且飞机难以控制。但在737MAX系列的飞行手册和训练项目中并未提及此系统，且737MAX的操作与737NG系列基本相同导致许多飞行员或者从737NG系列转训到737MAX的飞行员根本不知道这个系统的存在。在此之后美國聯邦航空總署紧急发布737MAX的适航指令，要求所有737MAX和BBJ MAX客户必须立即更换飞行手册。但在2019年3月10日，埃塞俄比亚航空302号班机再次以与狮航610号班机完全相同的过程坠毁。该两次事故开始导致各国开始担心737MAX系列甚至所有更早型号的737CL/OG/NG是否会发生相同的类似空难（因为737OG/CL依然有大量第三世界国家使用有设计缺陷的尾舵，而737NG至今的水平尾翼设计缺陷依然未给出合适的解决方案），而目前全部54个使用波音737 MAX的国家已全部停飞。2019年3月26日，尽管波音已向737 MAX客户展示了新的MCAS系统，但因西南航空8701号班机事故而导致停飞再次被延长，而中国民用航空局更是直接下令暂时撤回波音737 MAX系列的适航令。
受到737MAX機型兩起事故及後續停飛事件影響，2019年4月5日，波音宣布，从4月中旬开始，暂时把737飞机的产量从之前的每月52架减至42架，降幅近20%。
2019年4月，EASA报告说埃航302在起飞发现异常后已经关闭了MCAS系统，但后因手动配平轮失灵才重新打开了MCAS系统。目前暂时无法确认水平尾翼是否有设计缺陷。但如果确认了配平轮失灵是由于水平尾翼卡死导致，停飞潮将有可能扩散到全部737系列，包括早期的737OG与737CL，以及上一代737NG。
2019年6月2日，波音官方表示部分飛機機翼零件不符合官方標準，而其中21架波音737NG與20架波音737MAX可能專有此零件。目前波音已經緊急聯繫航司更換零件并額外檢查112架737NG和159架737MAX。
2019年6月26日，波音宣布在其模拟飞行测试中另一设计缺陷同样也会导致机头自动下压而发生俯冲。

## 事故
- 1970年7月9日，联合航空611号班机在费城国际机场起飞时紧急中断起飞并冲出跑道，无人伤亡。
- 1972年7月5日，太平洋西南航空710号班机被两名窃机者劫持，随后坠毁在旧金山郊外，机上1名乘客和两名窃机者遇难。这是737系列第一次致命事故。
- 1972年12月8日，联合航空553号班机一架波音737-222在芝加哥机场降落时失速坠毁，机上61人中43人遇难，另有2名地面人员遇难。
- 1973年5月31日，印度人航空440号班机在新德里附近坠毁，机上65人中48人遇难。
- 1977年10月13日，漢莎航空181號班機被巴勒斯坦恐怖分子劫持至摩加迪沙，機長被殺，被扣長達五日的人質被德國聯邦警察第九國境守備隊解救。
- 1977年12月4日，馬來西亞航空653號班機，一架載有110人的波音737-200在馬來西亞柔佛州遭恐怖分子劫持墜毀，無人生還。
- 1981年8月22日, 遠東航空103號班機空難，一架遠東航空機身編號B-2603的波音737-222型客機在執行當天台北松山往高雄的航班任務時，在起飛14分鐘後於苗栗縣三義鄉山區空中爆炸解體並墜毀，機上旅客116名機組人員6名全數罹難。經事後調查該機在執勤前曾有數次的艙壓失壓狀況，而檢視其機身殘骸則有發現多處嚴重鏽腐蝕狀態，而判斷為金屬疲勞所致。
- 1982年1月13日，一架波音737的佛罗里达航空90号班机在华盛顿起飞后不久便失速并在波多马克河坠毁。空难是由结冰和机师失误所引致。
- 1984年3月22日，西太平洋航空501号班机為一架波音737-275，在卡爾加里機場起飛時起火，随即中斷起飛，27人在撤離時受傷。
- 1985年8月22日，英國空旅航空28M號班機由一架波音737-200執行，準備起飛時引擎失火，隨即造成全機失火，機上131人中57人死亡。
- 1986年2月16日，中华航空2265号班机由一架波音737-200执行，在澎湖馬公機場（現稱澎湖機場）附近復飛失敗墜毀，機上19人全部遇難。
- 1988年4月28日，執飛阿羅哈航空243號班機的一架波音737-200因維修不善，在飛行中發生機殼爆裂，1人被吸出機艙外。
- 1988年5月24日，中美洲航空110號班機，一架載有45人的波音737-300在新奧爾良降落時引擎熄火，滑翔降落在草堤上，無人重傷或死亡。
- 1989年1月8日。英倫航空92號班機於英國萊斯特郡的Kegworth東米德蘭茲機場作緊急著陸時墜毀於附近的M1公路的堤圍上，造成機上51人死亡，74人受傷。機型為737-400，為當時最新款式。
- 1989年9月3日，里约格朗德航空254號班機（機型为波音737-241，C/N号21006/398，注册号PP-VMK）由於機組人員受改版後的飛行計劃誤導，航向設定錯誤導致飛機偏離航線，機組發現異常後嘗試尋找目的地機場或替代機場失敗，最終飛機燃油耗盡嘗試緊急迫降於巴西的亞馬遜雨林中時突然俯衝墜毀，機上54人（48名乘客和6名機組人員）中23名乘客死亡（7人當場死亡，5人在等待救援時喪生，1人送醫後不治）。
- 1990年10月2日，廈門航空一架波音737-200被劫持，緊急降落廣州白雲機場之後接連撞毀一架波音707及一架波音757，三架飛機上共有172人遇難。
- 1991年2月1日, 全美航空1493號班機在跑道上和正在等待的天西航空5569號班機相撞，38人罹難。成因是航管人員錯誤地分配進場的1493號班機降落在正在等待起飛的5569號班機的跑道上。
- 1991年3月3日，聯合航空585號班機，一架波音737-200因方向舵故障在科羅拉多泉機場墜毀，機上21人全部遇難。
- 1992年6月6日，巴拿馬航空201號班機空難在起飛29分鐘後，於2萬5千呎高空突然意外翻滾，並高速下墜並且於半空解體然後墜毀在達連地塹一處偏遠叢林，造成機上46人全數死亡。事故原因是因為儀錶板的讀數錯誤，加上飛行員訓練不足等因素。
- 1992年11月24日，中國南方航空3943號班機，一架載有149人的737-300在桂林陽朔墜毀，無人生還。
- 1993年7月23日，韓亞航空733號班機，一架波音737-500因天氣惡劣在韓國木浦降落時墜毀，98人死亡，48人生還。
- 1994年9月8日，全美航空427號班機，一架波音737-300因方向舵故障在匹茲堡附近墜毀，136人遇难。
- 1996年4月3日,美國空軍IFO21號班機空難在克羅埃西亞杜布羅夫尼克機場降落時墜毀，原因是機上導航系統不足，過期的導航圖下在大霧中嘗試降落。機上39人包括時任美國商務部長羅納德·布朗全數罹難。
- 1996年6月9日，東風航空517號班機於準備降落在里奇蒙機場時，方向舵突然發生故障，與聯合航空585號班機、全美航空427號班機原因相同。所幸航機於兩度失控後恢復正常並亦成功降落，只有一名空中服務員受輕傷。
- 1997年5月8日，中國南方航空3456號班机，在深圳黃田機場降落失敗墜毀，35人死亡，49人受傷。
- 1997年12月19日，勝安航空185號班機空難，一架波音737-300從雅加達起飛之後在印尼巨港墜毀，107人罹難。
- 1999年8月31日，阿根廷私人航空3142號班機原定從阿根廷布宜諾斯艾利斯的巴勒摩，飛往哥多華，但在霍爾赫紐貝．喬治．紐伯瑞機場時起飛時失敗，飛過一條馬路後，撞倒8輛汽車後，在機場外一個高爾夫球場爆炸墜毀。機上95名乘客、5名機組人員中，63人在此空難中罹難，2名地面人員也不幸喪生。另外地面人員則有40人受傷。空難主因是機組人員沒有在起飛前正確設定襟翼和前緣縫翼，即使起飛構型警告在起飛時響起，機師無視警告並繼續起飛。另外，報告指出，機師們在起飛前一連串缺乏紀律的行為也認為是空難起因之一。
- 2002年1月16日，嘉魯達印尼航空421號班機，一架波音737-300在飛行途中兩具發動機失去動力，機組人員在嘗試迫降時墜毀，1人遇難，13人受傷。
- 2004年1月3日，閃光航空604號班機，一架波音737-300起飛后因機師空中迷向墜入紅海，143人遇难。
- 2005年2月3日，卡姆航空904號班機,一架波音737-200在帕米尔高原附近撞山坠毁，104人遇难。
- 2005年8月14日,太陽神航空522號班機空難從賽普勒斯拉納卡國際機場起飛後不久便失去聯繫, 兩架希臘空軍的F-16戰隼戰鬥機成功攔截並調查此班機但機內所有人也不省人事。在數分鐘後飛機因燃油耗盡而墜毀，112人罹難。事故的原因是不正確的機艙加壓模式令機組人員和所有乘客缺氧。
- 2005年8月23日, 秘魯國營航空204號班機空難試圖在強雷雨的下在秘魯普卡爾帕機場降落但在機場4英里（6.4公里）外的一個泥濘的沼澤墜毀。意外的成因是機長並沒有遵守可以防止飛機因下對流而墜毀的目視飛行規則。
- 2005年12月8日，西南航空1248號班機，一架波音737-700在暴風雪中降落在芝加哥中途國際機場時衝出跑道，撞上一輛汽車，使得汽車上一人遇難。
- 2006年9月29日，戈爾航空1907號班機，一架波音737-800在巴西與一架萊格賽600空中相撞，154人遇難。
- 2007年1月1日，亞當航空574號班機在望加錫海峽墜毀，102人罹難。成因是機組人員在嘗試修復慣性導航系統時無意中解除了自動駕駛系統，令飛機傾側並失控俯衝到水中。
- 2007年3月7日，加魯達印尼航空200號班機嘗試降落日惹國際機場時發生兩次彈跳後衝出跑道，並在約250米外的一處米田墜毀並燃起大火。機上140人中，20名乘客和1名空中服務員死亡。意外主因是因為機長過於留意飛機離地高度太高的情況下，並希望在首次降落時成功，而忽略副機長的重飛請求和系統警告飛機速度太快，下降太急下強行降落。
- 2007年5月5日，肯亞航空507號班機，一架波音737-800在杜阿拉国际机场起飛不久后坠毁，114人遇难。
- 2007年8月20日，中華航空120號班機事故，一架波音737-800降落位於日本沖繩的機場後，左邊機翼起火，所有乘客落機後一分鐘爆炸，所有人嚇得跑進入機場，4人受傷。
- 2008年9月14日，北俄羅斯航空821號班機，從莫斯科謝列梅捷沃國際機場飛往彼爾姆大薩維諾機場，在降落彼爾姆大薩維諾機場時失事墜毀。
- 2008年12月20日，美國大陸航空1404號班機原訂從美國科羅拉多州的丹佛國際機場飛往德克薩斯州的喬治·布希洲際機場，但在起飛不久後隨即墜毀，機上110名乘客和5名機組人員造成47人受到輕重傷，無人死亡。
- 2009年2月25日，土耳其航空1951号班机空难，一架波音737-800於荷蘭阿姆斯特丹降落時墜毀，機身斷成三截，9人遇难。
- 2010年1月25日，由貝魯特飛往阿迪斯阿貝巴的衣索比亞航空409號班機空難在起飛不久後遇上暴風雨，因機師失誤終墜毀於地中海，機上90人全部罹難。
- 2010年5月22日，印度航空快運812號班機空難，一架波音737-800於印度門格洛爾降落時滑出跑道跌入山谷，随即发生爆炸，159人遇难，7人生還。
- 2010年8月16日，哥倫比亞航空，一架波音737-700於哥倫比亞聖安德烈斯島準備降落時機身斷成三截，墜落跑道上，1人遇難，130人受傷[141]。詳情請見LAN哥倫比亞航空8250號班機空難。
- 2011年7月30日，執飛加勒比航空523号航班的一架波音737-800型客機，在圭亚那喬治敦國際機場雨天降落时冲出跑道并撞上机场围栏，机身断成两截；机上157名乘客和6名机组人员中1人重伤，多人轻伤，无人死亡。[142][143][144][145]
- 2011年8月20日, 第一航空6560號班機空難在視線不佳的情況下準備降落在加拿大堅決灣機場（Resolute Bay Airport），但墜毀在機場東方約2公里一處山坡上，機上15人只有3人生還。空難成因是客機在進場時因駕駛桿遭到機師意外移動，導致導航系統取消，加上當天風勢令飛機偏離航線，以及機師們忙於準備降落程序與北極地區羅盤誤差，令他們沒有發現錯誤。即使副機長隨後向機長提示飛機已偏離航線，但機長認為機上導航系統正導航飛機飛回跑道而沒有即時執行重飛。
- 2013年4月13日，印尼獅子航空，一架波音737-800於印尼峇里島降落時墮海，機身斷開兩截[146]。
- 2013年11月17日，韃靼斯坦航空363號班機空难，一架波音737-500於喀山國際機場降落，撞擊跑道並在爆炸前迅速喪失高度，50人罹難。
- 2016年3月19日，迪拜航空981号班机空难，一架波音737-800於頓河畔羅斯托夫機場降落時墜毀，62人遇難。
- 2017年3月28日，秘鲁人航空112號班機空難，一架波音737-300在弗蘭西斯科卡里機場附近墜毀，39人受傷。
- 2018年1月13日，土耳其飛馬航空8622號班機事故，一架波音737-800在特拉布宗机场降落的过程中冲出跑道，飞机向左偏出跑道，坠入跑道旁的斜坡，險些衝進大海，3人受轻伤。
- 2018年4月17日，西南航空1380号班机事故，一架波音737-700在從紐約飛往達拉斯的途中左側引擎突然爆炸，並瞬間炸穿其中一扇窗戶，導致窗前乘客幾乎被吸出窗外。儘管飛機最終緊急降落費城機場，但還是導致被吸出窗外的乘客遇難。[147]
- 2018年5月18日，古巴航空972號班機空難，古巴航空一架從首都哈瓦那飛往東部城市奧爾金的波音737-201型飛機在起飛後不久失控墜毀，124人遇難，1人重傷生還。
- 2018年8月17日，厦门航空8667號班機事故，一架從廈門飛往菲律賓首都馬尼拉的波音737-800在降落時衝出跑道，所幸全機169人無傷亡。
- 2018年9月27日，紐幾內亞航空73號班機空難，一架從東京飛往莫爾茲比港的波音737-800在降落時墜入海中。儘管救援人員確認全機36名乘客全部安全，但巴布新幾內亞航空還是在次日發表聲明表示一人失蹤。2018年10月1日，失踪乘客已經被找到並確認遇難。
- 2018年10月16日，中華航空712號班機事故，一架從馬尼拉飛往高雄的波音737-800在降落高雄機場後爆胎，無人傷亡。
- 2018年10月26日，厦门航空8411號班機事故，一架從福州經停重慶飛往拉薩的波音737-700在降落時一側襟翼卡死，隨後飛機緊急迫降，無人傷亡。
- 2018年10月29日，印尼狮子航空610号班机空難，一架從雅加达飛往槟港的波音737MAX8在印尼以北海域墜毁，机上189人全部遇难。这是波音737MAX系列的首宗空难，也是涉及到737機型中傷亡人数最多的空难。事故原因疑似为波音737MAX系列的飞行控制系统存在缺陷。
- 2019年3月9日，埃塞俄比亚航空302号班机空难，一架從亞蒂斯亞貝拉飛往內羅畢的波音737MAX8在起飛六分钟后发生失联，机上159人全部遇难。初步證據顯示，事故原因可能與印尼狮子航空610号班机空難類似，是由波音737MAX系列飛機飛行控制系統軟件的缺點所導致。本次空難發生次日，中國、新加坡、澳大利亚等多国宣布禁止波音737MAX系列的飛行。随后，歐盟、加拿大和美國也做出了禁止該型號飛機繼續飛行的決定[148][149]。
- 2019年3月15日，一架波音737-800飛機飛行途中飛機引擎疑發生故障，在俄羅斯瑟克特夫卡尔緊急降落，機上共有163人，包括157名乘客和6名机组人员[150]。
- 2019年3月26日，西南航空8701号班机事故，一架隸屬於西南航空的波音737 MAX 8在調機前往戴维斯-蒙森空军基地封存时因宣布“发动机故障”而緊急迫降奥兰多国际机场，儘管事故無人傷亡，但直接導致了737 MAX停飞事件再度擴張。
- 2019年5月3日，迈阿密航空293号班机事故，一架从古巴关塔纳摩背風角機場起飞的美国国防部波音737包机在杰克逊维尔降落時衝出跑道滑入附近的一条河中。機上有143名乘客和机组人员，有21人送院治療。飛機冲出跑道可能與降落时遭遇雷雨天氣有關[151]。
- 2019年9月29日，一架隶属于美联航的波音737客机从美国丹佛飞往奥兰多途中引擎发生機械故障，被迫紧急返航[152]。
- 2020年1月8日，乌克兰国际航空752号班机空难，一架从德黑蘭飞往基輔的波音737-800在起飞两分钟后坠毁，机上176人全部遇难。伊朗革命衛隊透過媒体宣称，客機是被伊朗「無意中」擊落的。
- 2020年2月5日，飛馬航空2193號班機空難，一架从伊茲密爾飛往伊斯坦堡的波音737-800在降落時沖出跑道并斷成三截。機上183人中有3人遇難，179人受傷。
- 2020年8月7日，印度快運航空1344號班機空難是一班从阿拉伯联合酋长国迪拜国际机场飞往印度科泽科德卡利卡特国际机场的班机（機型：波音737-800），於降落時發生意外，飛機衝出跑道，機身斷成數截，當時機上共載有190人，包括184名乘客及6名機组人員。導致21人在事故中丧生，169人受伤。
- 2021年1月9日，三佛齐航空182号班机失联事件，一架737-500从雅加达苏加诺-哈达机场起飞后坠毁，机型为737-524，注册号为PK-CLC，机龄26.7年。69名乘客在事故中丧生，含5名儿童，一名婴儿。
- 2021年7月2日，夏威夷岛际航空810号班机事故，一架波音737-200货机，因引擎故障在美国夏威夷檀香山附近海域紧急迫降，机上全部两名机组人员生还但受重伤[153]。
- 2022年3月21日，中国东方航空5735号班机空难，一架波音737-800（注冊號為B-1791)，由昆明长水国际机场飞往广州白云国际机场的途中，于广西壮族自治区梧州市藤县山区坠毁。機上乘員共132人，其中機組成員9名，乘客123名，全部遇難。[154]
- 2022年4月3日，馬來西亞航空MH2664波音737-800航班吉隆坡飛往鬥湖，在31,000英尺（約9448米）高空航行時，飛機飛行30分鐘後，突然在數秒內急墜7000英尺（約2114米），有乘客被拋出座位，及後飛機10分鐘持續不穩定。馬航事隔兩天（4月5日）證實事件並致歉，稱當日MH2664航班遇到技術問題，加上惡劣天氣，為了乘客安全。機師決定折返吉隆坡，同日下午5時03分安全降落。[155]
- 2022年4月1日，印度香料航空一架波音737在下降时因自动驾驶故障而需要手动驾驶，过程颠簸，造成17人重伤。[156]
- 2023年2月8日，澳大利亚一架波音737型飞机在进行灭火任务时坠毁，两名飞行员逃出，受了轻伤。[157]
- 2024年1月5日，阿拉斯加航空公司一架波音737MAX9从俄勒冈州波特兰机场起飞后不久因假门脱落而返航，未造成人员伤亡，事后查明是因为假门固定螺丝没有拧紧或没有安装引起的。
- 2024年1月9日， 俄罗斯北方之星航空公司一架波音737-800在诺里尔斯克机场降落中冲出跑道，事故中没有人受伤。
- 2024年3月8日，美国联合航空的一架737MAX8在降落后因跑道湿滑在脱离时右起落架不慎滑入草坪折断，事故中无人员受伤，目前事故最终原因还在调查。
- 2024年4月7日，美国西南航空的一架737-800在科罗拉多州丹佛机场起飞后不久因发动机整流罩脱落返航，事故没有造成人员伤亡，目前事故原因还在调查中。
- 2024年11月25日清晨5点30分左右，德国邮政旗下物流企业敦豪公司的一架737-400货机在维尔纽斯机场附近坠毁，造成1人死亡，3人受伤。
- 2024年12月18日傍晚6時19分，一架隸屬於挪威航空的737-800降落莫爾德機場時衝出跑道，所幸機上171人全員生還。[158]
- 2024年12月28日，荷蘭皇家航空一架737-800，於當地時間28日晚間6點10分從挪威奧斯陸機場起飛，原定前往荷蘭阿姆斯特丹，起飛因後飛機液壓系統故障，改於挪威的桑訥菲尤爾機場緊急降落並衝出跑道，無人受傷。[159] [160]
- 2024年12月29日，济州航空2216号班机空难，一架从素万那普机场飞往务安国际机场的波音737-800（注册号：HL8088）型在机腹迫降时冲出跑道撞上机场围墙，导致爆炸起火损毁。机上载有175名乘客和6名机组人员，179人罹難，2人生还。
- 2025年3月13日，美国航空1006航班（737-800）在丹佛国际机场因引擎起火，机上172名乘客和6名机组人员紧急撤离，有12人受轻伤。[161][162][163]

### 波音产品线
- 707 - 717 - 720 - 727 - 737 - 747 - 757 - 767 - 777 - 787

### 子系列型號
波音737原始型（-100、-200） - 波音737經典型（-300、-400、-500） - 波音737新世代（-600、-700、-800、-900、-900er） - 波音737MAX（MAX7、MAX8、MAX9、MAX10）

### 類似機型
- 空中客車A320系列
- 中國商飛C919
- 伊爾庫特MC-21
- 道格拉斯DC-9
- 麥道MD-80/MD-90
- 達梭水星

## 外部連結
- 737官方资料 （页面存档备份，存于）
- Boeing Business Jet （页面存档备份，存于）